# Far West
|  | No s'ha de confondre amb Farr West. |

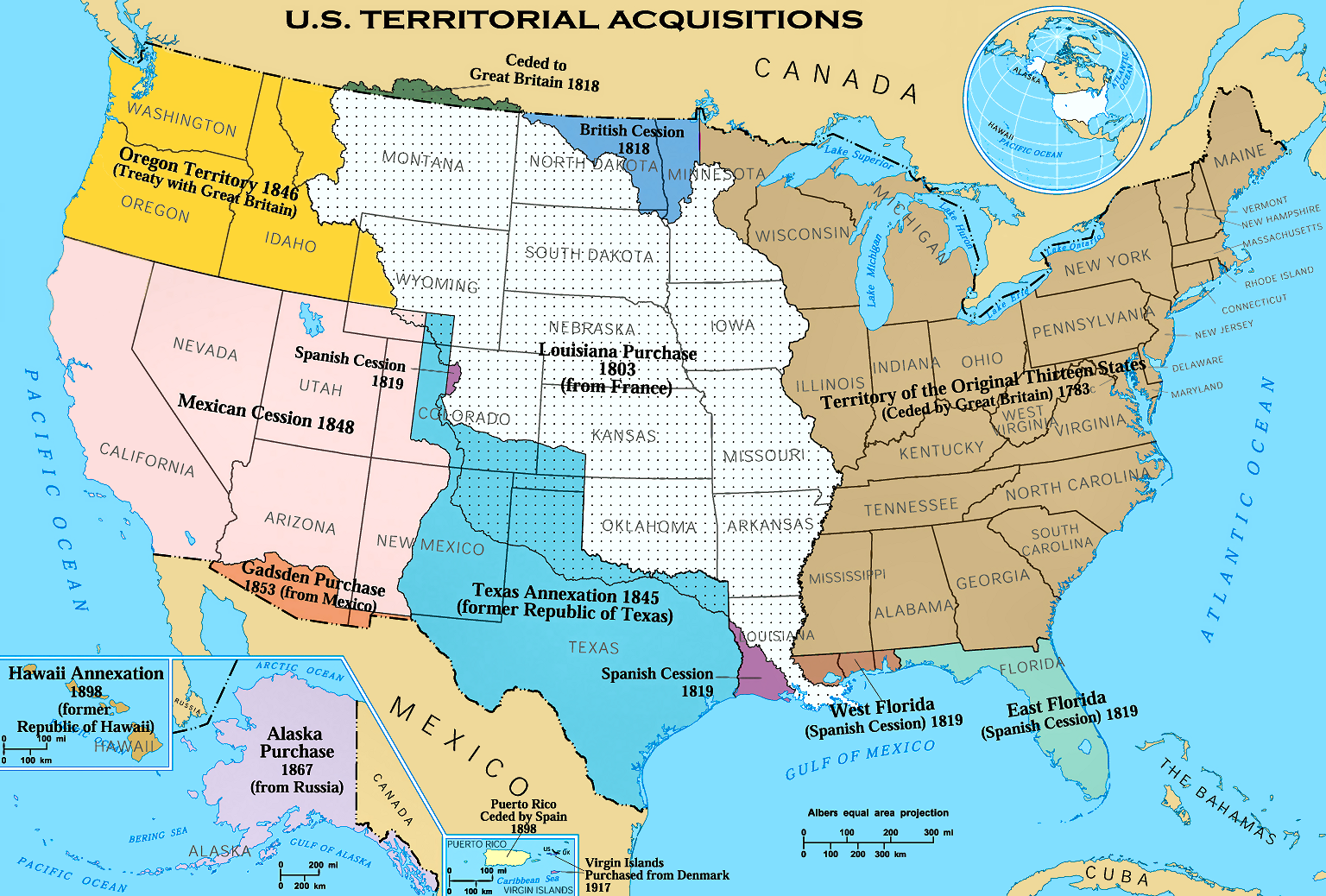
Expansió territorial dels Estats Units cap a l'oest.

El Far West és una regió d'Amèrica del Nord compresa entre el riu Mississipi i les muntanyes Rocoses, i més enllà, fins a l'oceà Pacífic. Dit també Old West (el «vell Oest») o Wild West (l'«Oest salvatge»). És la regió on es va produir el procés històric, esdevingut al llarg del segle xix, de l'expansió de la frontera dels Estats Units d'Amèrica cap a la costa de l'oceà Pacífic.
El nom significa «oest llunyà», encara que en anglès aquesta expressió serveix per a designar la part més occidental de qualsevol lloc. Alguns prefereixen el nom American Old West, és a dir, «vell Oest americà», o també American frontier, la «frontera americana». Encara que la colonització del territori va començar en el segle xvi amb el desembarcament dels primers colons europeus a la costa est, l'objectiu d'arribar a la costa oest es va deure principalment a la iniciativa governamental del president Thomas Jefferson, després de la compra de la Louisiana a França el 1803.
Aquesta incessant i perllongada migració de gent cap a l'oest va desplaçar cultures ancestrals i va oprimir centenars de nacions ameríndies, minoritzades en el millor dels casos, i sovint desplaçades, confinades a les pitjors terres i, fins i tot, en alguns casos, massacrades. D'altra banda, aquest procés va propiciar importants avenços en la indústria, les comunicacions i l'agricultura, a costa en molts casos d'una intensa explotació dels recursos humans i naturals.

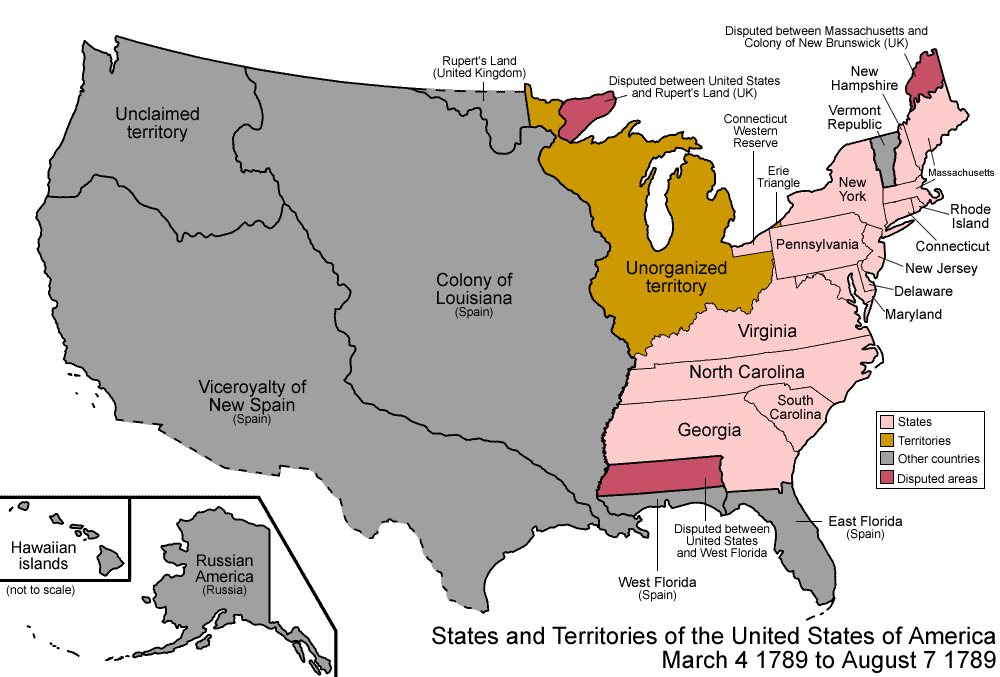
1789

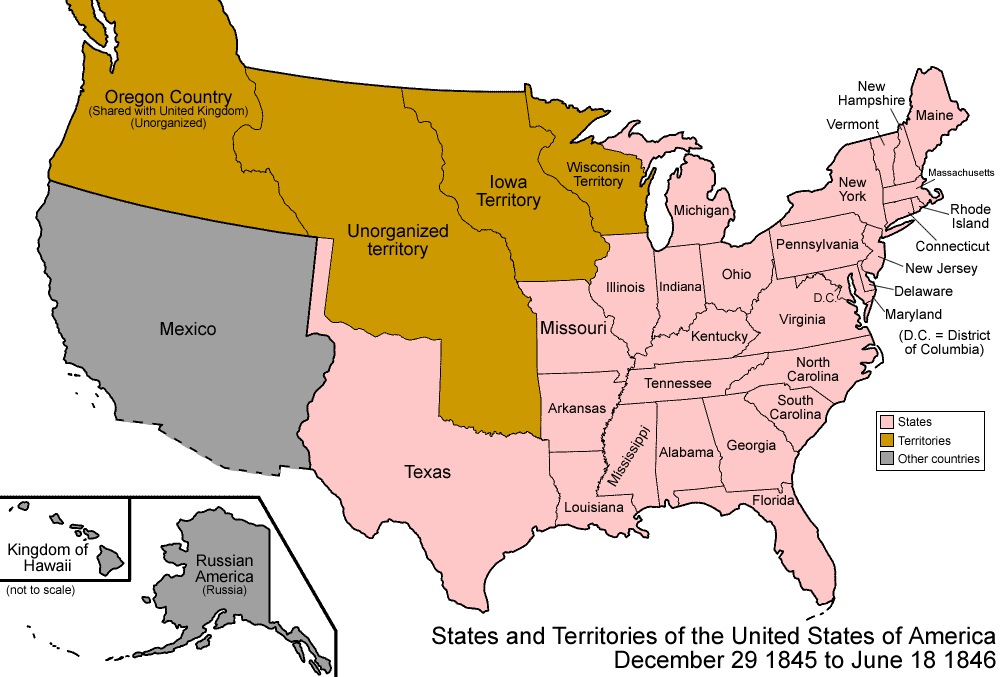
1845

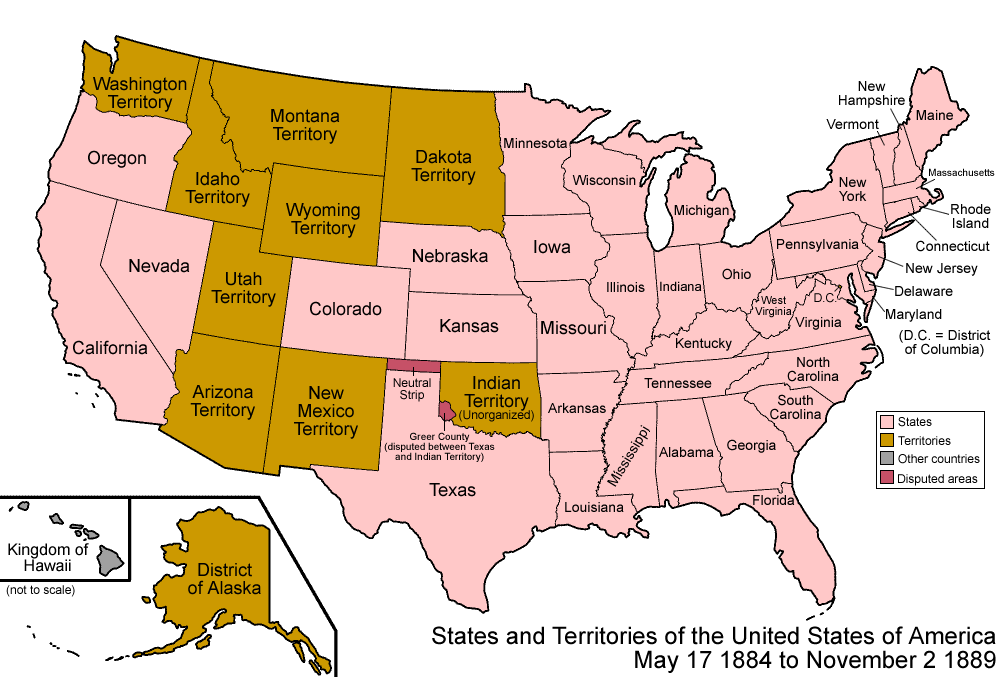
1884

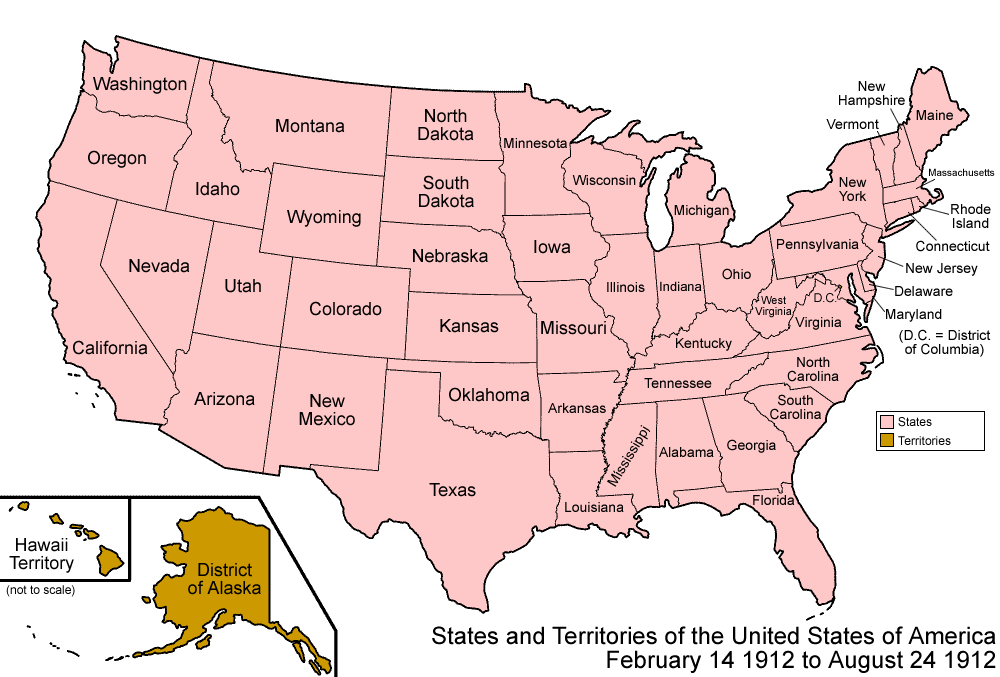
1912
En rosa, els estats.
En marró, els territoris.
En gris, altres països.

## El Far West al cinema i a la consciència nacional estatunidenca

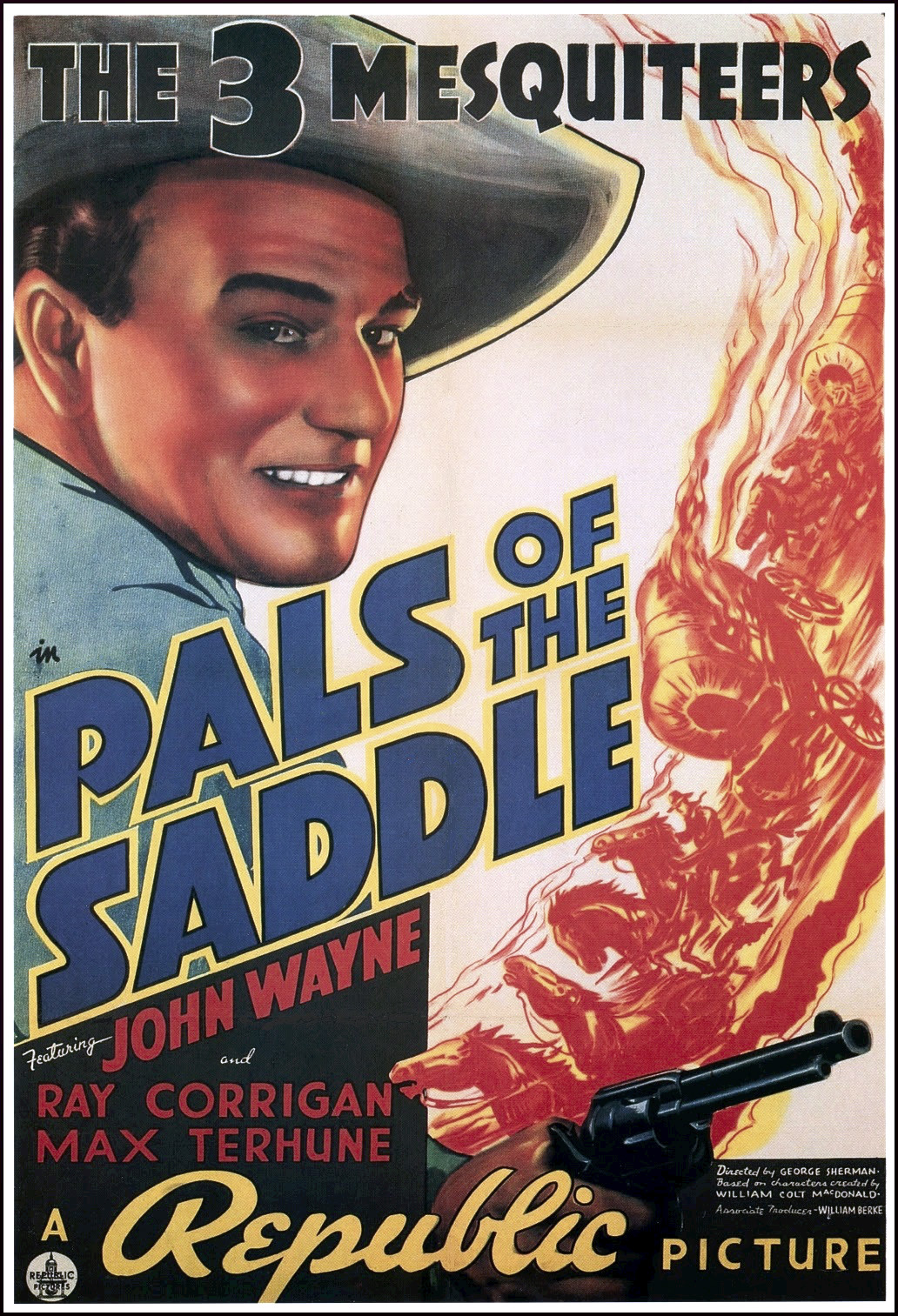
Cartell d'un western de John Wayne (1938).

Aquests esdeveniments històrics, origen d'un mite nacional en els Estats Units, i que ha deixat algunes pervivències significatives fins a l'actualitat, com ara el dret de tots els ciutadans a portar armes, han estat recreats per diverses manifestacions de l'art, principalment pel cinema, i que es classifiquen dins el gènere western. Aquest gènere narra històries de cowboys, pioners, indis, buscadors d'or, predicadors, empresaris, artistes, xèrifs, pistolers, etc. Històries de gent de variada condició que van emprendre l'aventura de l'oest amb l'esperança d'aconseguir l'èxit personal, però que van acabar, no poques vegades, enfrontats a la justícia o a la fatalitat del destí. Els estudis actuals consideren que darrere d'aquesta mitificació s'amaga una realitat més complexa i es tendeix a replantejar el paper de tots els actors que van participar en aquella conjuntura social, econòmica i cultural que va ser la frontera nord-americana en el segle xix.
No hi ha cap altre país que hagi sabut popularitzar millor a través de l'art els fets i els protagonistes de l'expansió de la seva frontera com han fet els Estats Units mitjançant el gènere western. Però no s'han de confondre mite i realitat. Dee Brown resumeix la cautela que cal tenir a l'hora d'acceptar el que comunament es presenta al públic com l'autèntic "salvatge oest":
| « | "Hem d'acceptar el fet que el Vell Oest va ser simplement un lloc de màgia i meravelles. Mites i històries folklòriques són a la base de gairebé qualsevol saga en la literatura de l'Oest nord-americà. Constitueixen l'entreteniment i l'alegria dels realitzadors de cinema i televisió. Però ens han de permetre a nosaltres ser prou intel·ligents per aprendre la veritable Història, perquè puguem reconèixer un mite quan el veiem." | » |

## La frontera en la història nord-americana

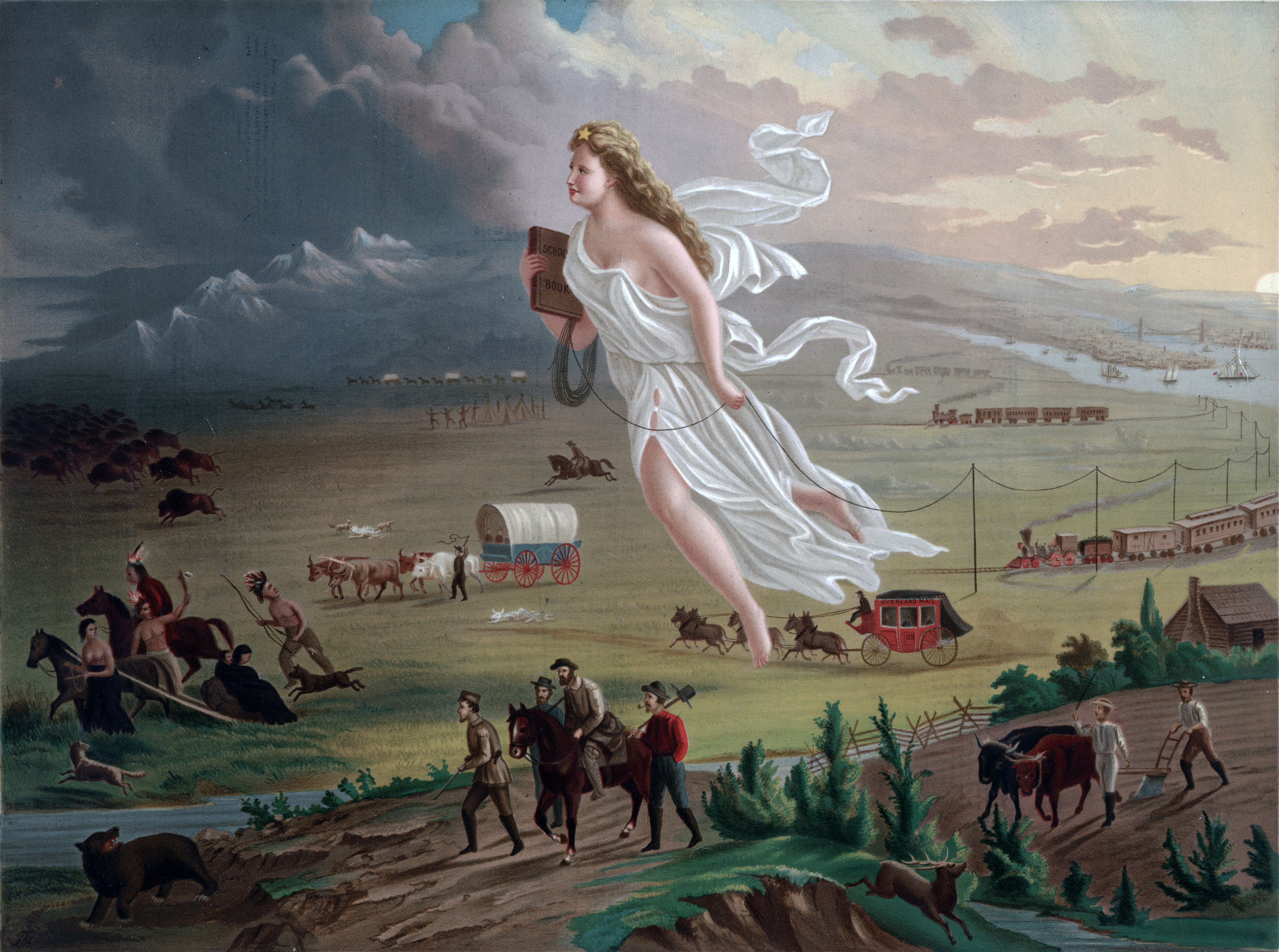
El progrés americà, de John Gant, 1872. Animals salvatges i nadius fugen davant de l'avanç de pioners, ferrocarril, agricultors, etc., sota el mantell del "Destí Manifest", un ésser superior que cobreix el territori amb línies telegràfiques.

La "frontera" és un concepte que, en la història dels Estats Units, es refereix a l'avanç colonitzador i la recerca d'oportunitats en un territori desconegut i teòricament lliure. En paraules d'un autor modern:
| « | "La frontera és aquell lloc on la civilització pot avançar a costa del salvatge. És una prima línia geogràfica on el vell i el nou, el conegut i el desconegut es troben i es posen límits." | » |

A principis del segle xix, el Far West era considerat un territori salvatge i inhòspit, amb escasses possibilitats de ser habitat. Aquesta opinió prescindia del fet que els pobles amerindis feia diversos mil·lennis que hi vivien. L'avanç de l'«Est civilitzat» sobre l'«Oest salvatge» va ser la trobada i el xoc entre dos mons excloents. L'apropiació de territoris i el desplaçament dels nadius es va justificar amb la doctrina del "Destí Manifest", una ideologia que afirmava que tots aquests successos eren part d'un pla diví previst per a Nord-amèrica i el món. El 1825, Thomas Hart Benton va defensar la colonització al·legant que el seu propòsit era portar a tots els pobles «grans i meravellosos beneficis a través de la ciència, els principis liberals de govern i la religió veritable». El 1893, una vegada passat el període d'expansió, Frederick Jackson Turner va presentar la tesi «Significat de la frontera en la història dels Estats Units», on va destacar la barreja i fusió de races, l'assoliment de la solidaritat entre les distintes regions, l'acció del govern en impulsar les comunicacions i la creació d'una personalitat nacional. El més important, tanmateix, segons Turner, va ser:
| « | […] la promoció de la democràcia aquí i a Europa […] l'individualisme des del començament ha promogut la democràcia […] significa el triomf de la frontera amb tots els seus avatars bons i dolents." | » |

Amb el temps, la frontera es va convertir en un mite als Estats Units. Tot l'esdevingut al Far West —bo o dolent— va servir per forjar la personalitat del país a través de valors com la recerca d'oportunitats, el pragmatisme, l'actitud enèrgica davant les dificultats, la capacitat d'innovació i l'esforç orientat al progrés. En definitiva:
| « | Una escapatòria i un lloc d'esperança per a aquells que estiguessin disposats i que fossin capaços de prendre el futur en les seves pròpies mans. | » |

## Fases de l'expansió del territori nord-americà en elseglexix
L'expansió de la frontera nord-americana, és a dir, la conquesta de l'Oest, va ser possible gràcies a una sèrie d'esdeveniments polítics, civils i militars que van ocórrer durant el segle xix. Alguns van tenir un impuls governamental. Uns altres, en canvi, van néixer de la iniciativa individual.

### Compra de la Louisiana i expedició de Lewis i Clark

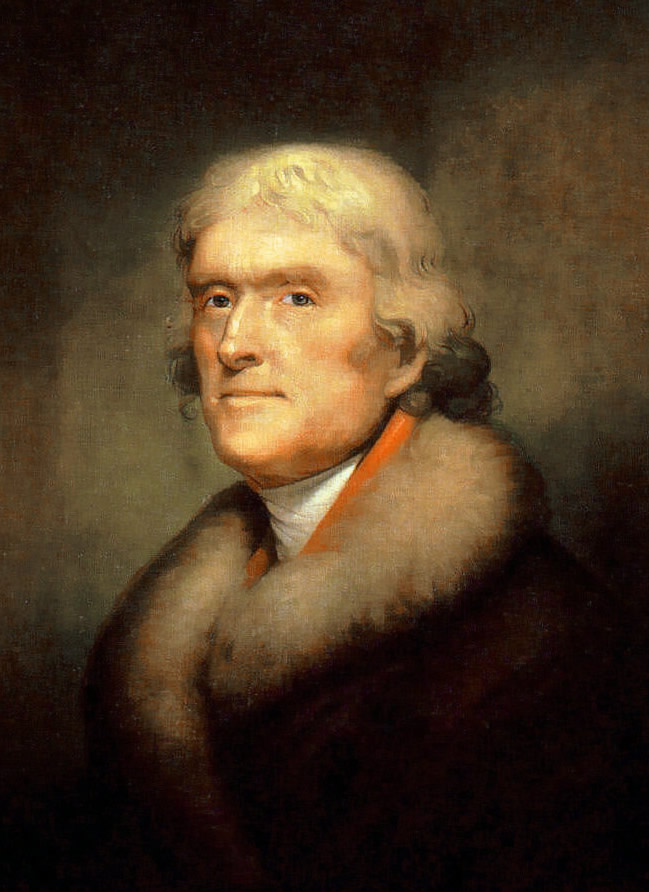
El president Thomas Jefferson.

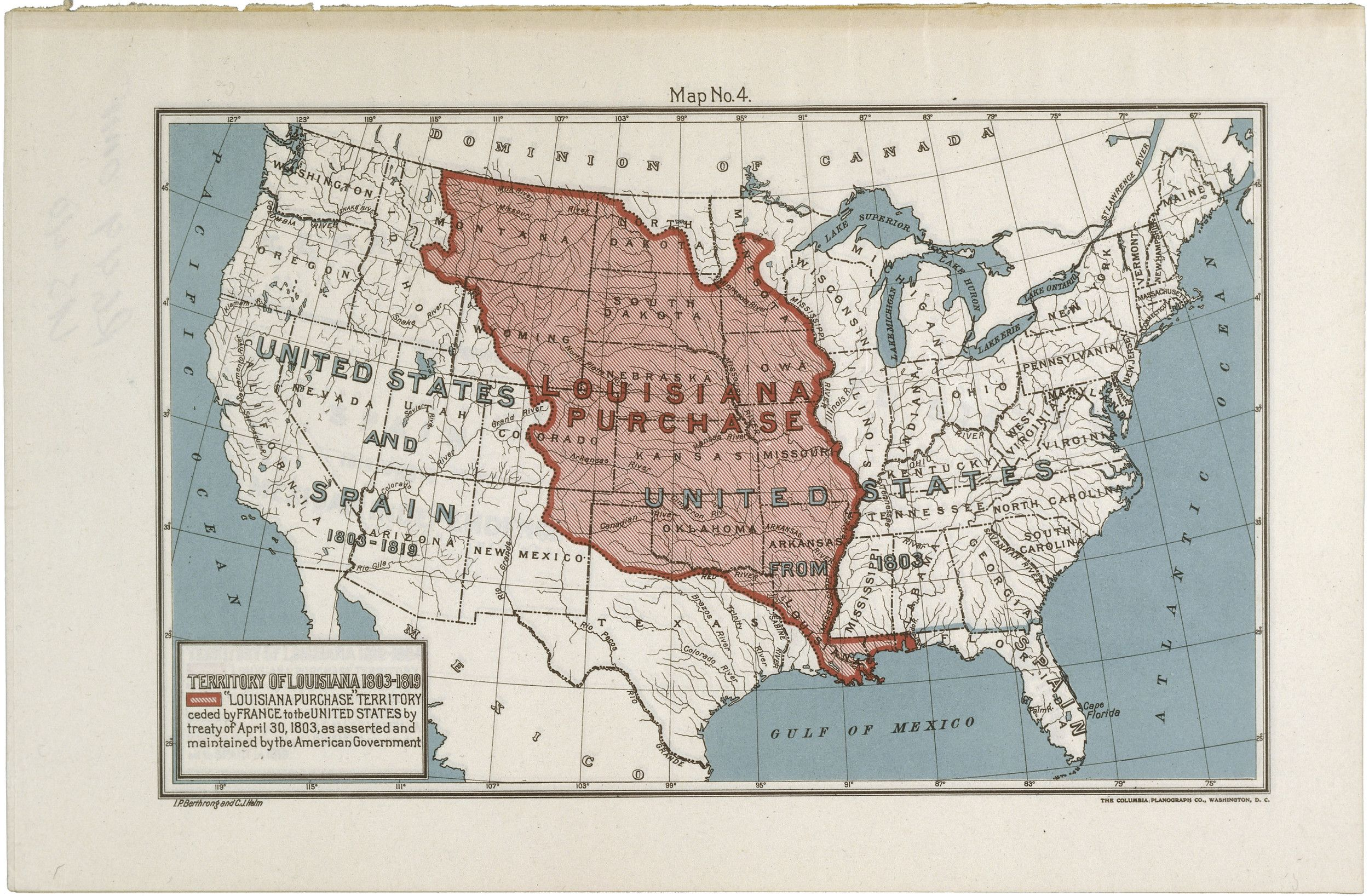
La compra del Territori de la Louisiana, el 1803.

Al començament del segle xix el riu Mississipi era la frontera occidental dels Estats Units. El territori que hi havia més enllà pertanyia a França que, al seu torn, l'havia adquirit d'Espanya. Davant la impossibilitat de defensar i colonitzar un territori tan extens, el govern francès de Napoleó Bonaparte va decidir vendre la Louisiana als Estats Units per 15 milions de dòlars. El tracte es va tancar el 30 d'abril de 1803. Els Estats Units van comprar per raons estratègiques, i d'aquesta manera van duplicar el seu territori de cop. De seguida, va començar l'aventura de l'Oest, perquè calia prendre possessió efectiva del nou territori. Sota la iniciativa del president Thomas Jefferson, es va organitzar una primera expedició d'exploració per arribar a la desembocadura del riu Columbia. Aquesta missió de reconeixement se li va encomanar al capità Meriwether Lewis, qui va convidar a acompanyar-lo el tinent William Clark i per això es coneix com a "Expedició de Lewis i Clark". Van sortir de Saint Louis amb el suport del comerciant espanyol Manuel Lisa. També es pretenia recollir informació sobre el nombre d'espanyols, francesos i amerindis vivien a la zona, traçar rutes fluvials, etc. A més, amb aquesta iniciativa es va començar a preparar l'adquisició del territori d'Oregon per als Estats Units. Més tard, el 1819, el govern va organitzar una segona exploració, a càrrec de Stephen Harriman Long, que, contràriament a la primera, va emetre un informe desfavorable sobre la idoneïtat d'aquelles terres per ser colonitzades. Aquesta idea negativa es va imposar durant gairebé vint anys.

### Annexió de Texas
A principis dels anys 1820, van començar a arribar al territori espanyol de Texas nombrosos pioners encapçalats per l'advocat Stephen Fuller Austin. Durant anys, la regió va acollir una contínua immigració procedent dels Estats Units. El 1824, tanmateix, Texas va passar a formar part de la nova República Mexicana. La població i el govern de Texas volien l'autonomia i la situació va desembocar en un conflicte armat que es va decidir en les batalles d'El Álamo i, sobretot, de San Jacinto. El maig de 1836 es va signar el tractat de Velasco, que va reconèixer la independència de Texas. Dos anys després, el 1838, Samuel Houston (llavors president de la República de Texas), va proposar al govern dels Estats Units l'annexió. No obstant això, atès que el nou estat es trobava al sud de la línia del Compromís de Missouri i la seva incorporació donava avantatge als estats esclavistes del sud, l'annexió es va ajornar fins al 1845.

### Guerra contra Mèxic
Els límits fronterers de la regió de Texas van acabar provocant un altre conflicte armat. Estats Units va declarar la guerra a Mèxic el 13 de maig de 1846. Molts dels partidaris de la contesa estaven convençuts de la doctrina del "Destí Manifest" i la seva intenció era conquerir Mèxic per tal d'expandir l'ideari americà. Per a uns altres, la guerra no era res més que un lladronici i una agressió innecessària. El conflicte va durar tres anys i Mèxic va perdre la guerra. El tractat de Guadalupe Hidalgo, signat el 2 de febrer de 1848, va reconèixer la sobirania nord-americana sobre Califòrnia i Nou Mèxic, i es va establir el Rio Grande com a nou límit fronterer.

### Febre de l'or

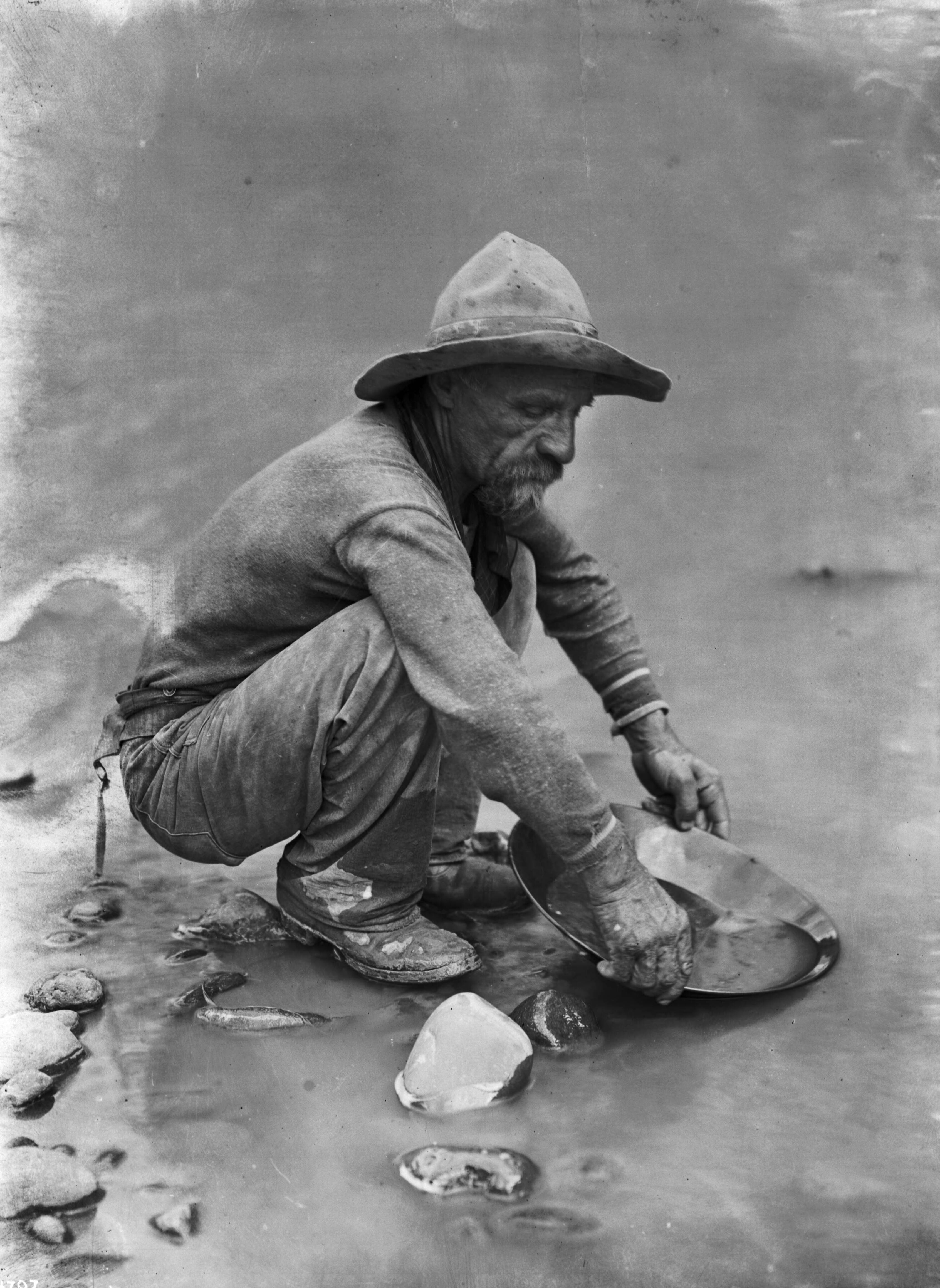
Un buscador d'or a Califòrnia el 1850.

A principis de 1848 es va difondre la notícia del descobriment d'or en uns terrenys propietat de John Sutter, a Califòrnia. L'any següent, el 1849, al voltant de 80.000 cercadors de tresors, coneguts com a forty-niners en referència a l'any, van arribar a la zona a la recerca del preuat metall. Havia esclatat la Febre de l'or de Califòrnia. Entre ells no només hi havia nord-americans, sinó també mexicans, espanyols, xinesos, anglesos i peruans. Això va provocar una gran barreja de cultures en aquella zona, cosa que va contribuir de manera decisiva a la formació de l'Estat de Califòrnia. Les vetes d'or són degudes a l'activitat volcànica, i afloraven a la superfície terrestre per erosió, de manera que els rius feien baixar les partícules d'or barrejades amb la sorra dels al·luvions. La majoria buscaven l'or garbellant la sorra dels rius, i alguns van anar més lluny, excavant túnels sota terra, i així es va generar un sector d'activitat i alhora un tipus de personatge que eren nous a la zona. Un dels aspectes més atractius per als prospectors o miners va ser l'ambient de llibertat que es respirava. Malgrat les notícies que parlaven de la facilitat d'obtenir grans riqueses, molt pocs van fer fortuna amb la mineria. També hi va haver, això sí, explotacions d'or i plata a Oregon, Nevada, Wyoming, Montana i Colorado.

## Actors principals de l'expansió de la frontera nord-americana
En l'avanç de la frontera nord-americana hi van participar nombrosos actors que van jugar un important paper en aquells esdeveniments. Tots ells han estat representats pel gènere western.

### Amerindis

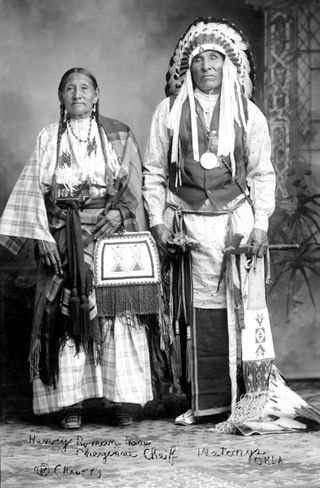
El cap xeiene Henry Roman Nose i la seva esposa.

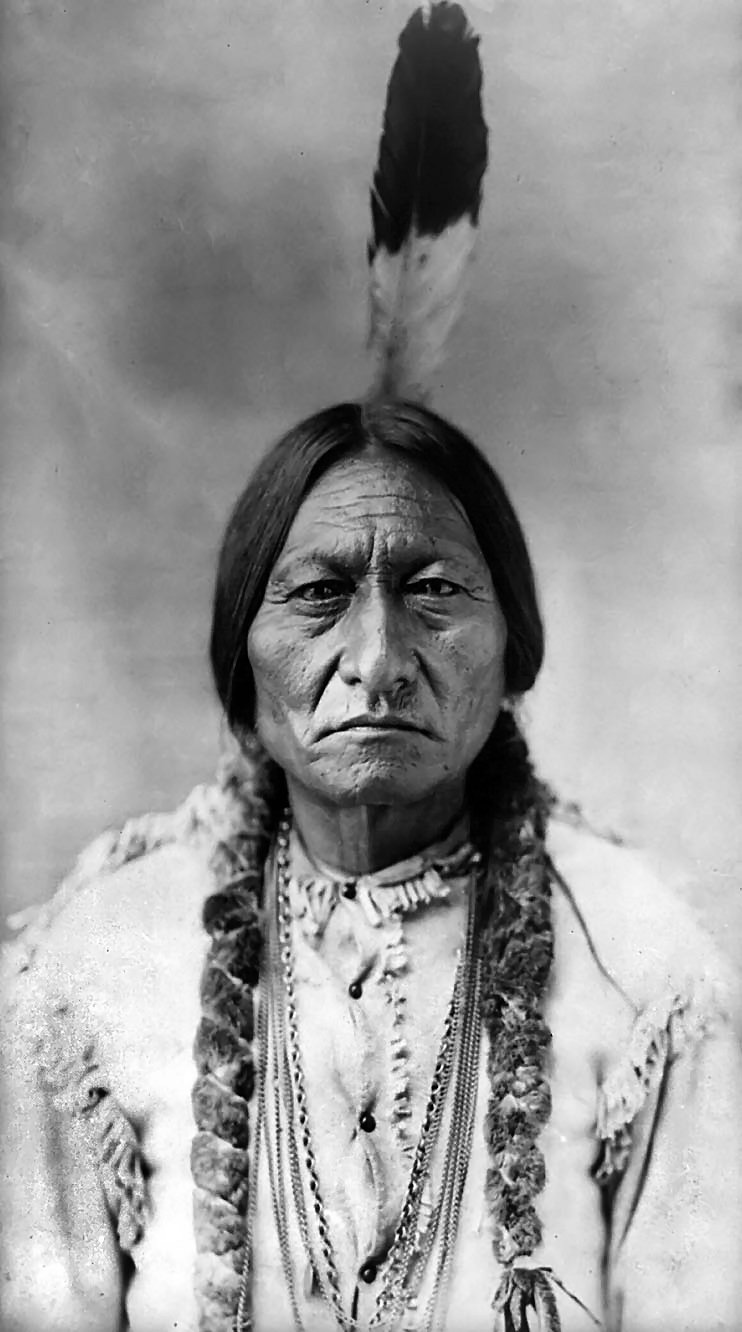
El cap Sitting Bull (Bou Assegut).

S'estima que els antecessors de les ètnies ameríndies van començar a viure a Nord-amèrica fa uns trenta mil anys. Al llarg de la seva història, aquestes tribus van assolir diferents graus d'organització. Un dels més complexos va ser la Confederació Iroquesa, constituïda el segle xii per les tribus que habitaven la regió dels Grans Llacs. Segons alguns autors, els redactors de la Constitució es van inspirar en aquesta confederació per promulgar el seu sistema federal.
L'arribada dels europeus el segle xvi va trencar l'equilibri natural d'aquests pobles. L'explotació indiscriminada dels recursos naturals i la propagació de malalties —entre altres factors— van reduir dràsticament la població indígena.
| « | …semblava que aquests europeus odiaven tot allò que era natural: els boscos, els ocells, els animals, les fulles d'herba, l'aigua, el sòl i el mateix aire. | » |

Des de finals del segle xviii, el Congrés dels Estats Units va començar a tractar oficialment amb aquests pobles. Entre 1778 i 1871 es van signar més de 300 tractats bilaterals, a més de crear comitès de negociació i nomenar agents per a assumptes indígenes. Però durant el següent segle, va començar l'apropiació dels territoris a l'oest de les muntanyes Apalatxes, al mateix temps que es redactaven disposicions legals sobre els nous territoris. En 1815 es va prohibir a totes les tribus cedir terres a potències estrangeres. El 1823 es va crear l'Oficina d'assumptes indígenes (BIA). Sota la doctrina del Destí Manifest, el 1830 es va imposar per llei (Indian Removal Act) la deportació de totes les tribus de l'est cap a l'oest del riu Mississipi, a una zona que es va anomenar "Territori Indi" (l'actual estat d'Oklahoma) i que va ser el primer precedent del futur sistema de reserves índies. Segons la llei, cap persona de pell blanca podia assentar-se en aquestes terres, per evitar conflictes (en realitat, era una manera de poder expulsar-ne els missioners blancs que ajudaven els indis a resistir-se a la deportació). No obstant això, els problemes es van donar entre els mateixos aborígens, en haver de conviure amb els deportats vinguts de l'est.

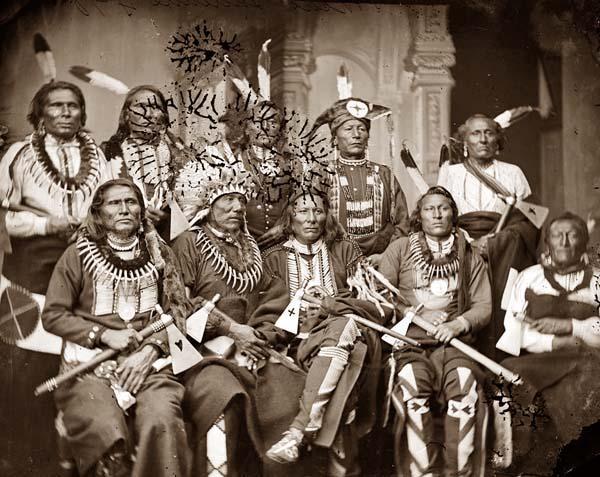
Un grup de caps de tribus ameríndies (1865).

El 1851 es va signar el primer dels tractats del Fort Laramie. Aquest fort havia estat establert per defensar les rutes dels pioners que travessaven les grans planes cap a Oregon i Utah, ocupant de passada territoris pertanyents als amerindis. Per tal d'assegurar el lliure pas de les caravanes, els comissionats del Govern es van reunir per negociar amb representants de les nacions sioux, xeiene, arapaho, crow, arikara, assiniboines i atsina. Les tribus es van comprometre a no fustigar el pas de les caravanes. A canvi, es va reconèixer a perpetuïtat el seu dret sobre aquestes terres i es van comprometre compensacions. Amb l'esclat de la Guerra Civil Americana, el govern federal va voler ensenyorir-se dels territoris de l'oest abans que ho fessin els rebels i, per això, va enviar l'exèrcit. Això va provocar la persecució dels nadius i l'apropiació descarada de les seves terres. Quan l'exèrcit es va retirar, aquestes zones van ser ocupades per les milícies de voluntaris. Aquests fets serien el preludi de les anomenades "Guerres índies", que van esdevenir durant les dècades de 1870 i 1880.
L'extermini del bisó, encoratjat pel Govern, va ser un gravíssim cop per a les nacions índies de les Grans Planes. Es calcula que entre 1872 i 1874 van ser aniquilats quatre milions d'aquests animals. Al final de la dècada, els búfals morts arribaven a trenta milions, quedant menys de mil exemplars supervivents.
Els conflictes amb els indis es van succeir durant tot el segle xix i van involucrar la majoria de les ètnies. Els més importants van ser la Guerra de Tecumseh, la Guerra de Black Hawk, el Camí de les Llàgrimes, les guerres contra els navajos i els apatxes a Nou Mèxic i Arizona, i contra els xeienes i els arapaho a Colorado. Hi va haver altres conflictes destacats, com la guerra de Red Cloud al Territori del riu Powder, la resistència dels modoc a Califòrnia, la Guerra de les Black Hills, on va ocórrer la batalla de Little Big Horn, etc. El 1890, els nadius —ja molt minvats— van rebre a través d'una "Dansa dels esperits" una profecia que anunciava la tornada dels antics costums. El desembre d'aquest mateix any es va produir la massacre de Wounded Knee, que alguns autors consideren el final de les "Guerres índies". Amb la mort dels principals caps, com Cavall Boig i Bou Assegut, es va considerar els nadius com una raça en extinció. Els supervivents foren sotmesos a una política d'assimilació. Al final del segle xix, el culte al peiot va aparèixer com una nova religió alternativa.

### Pioners

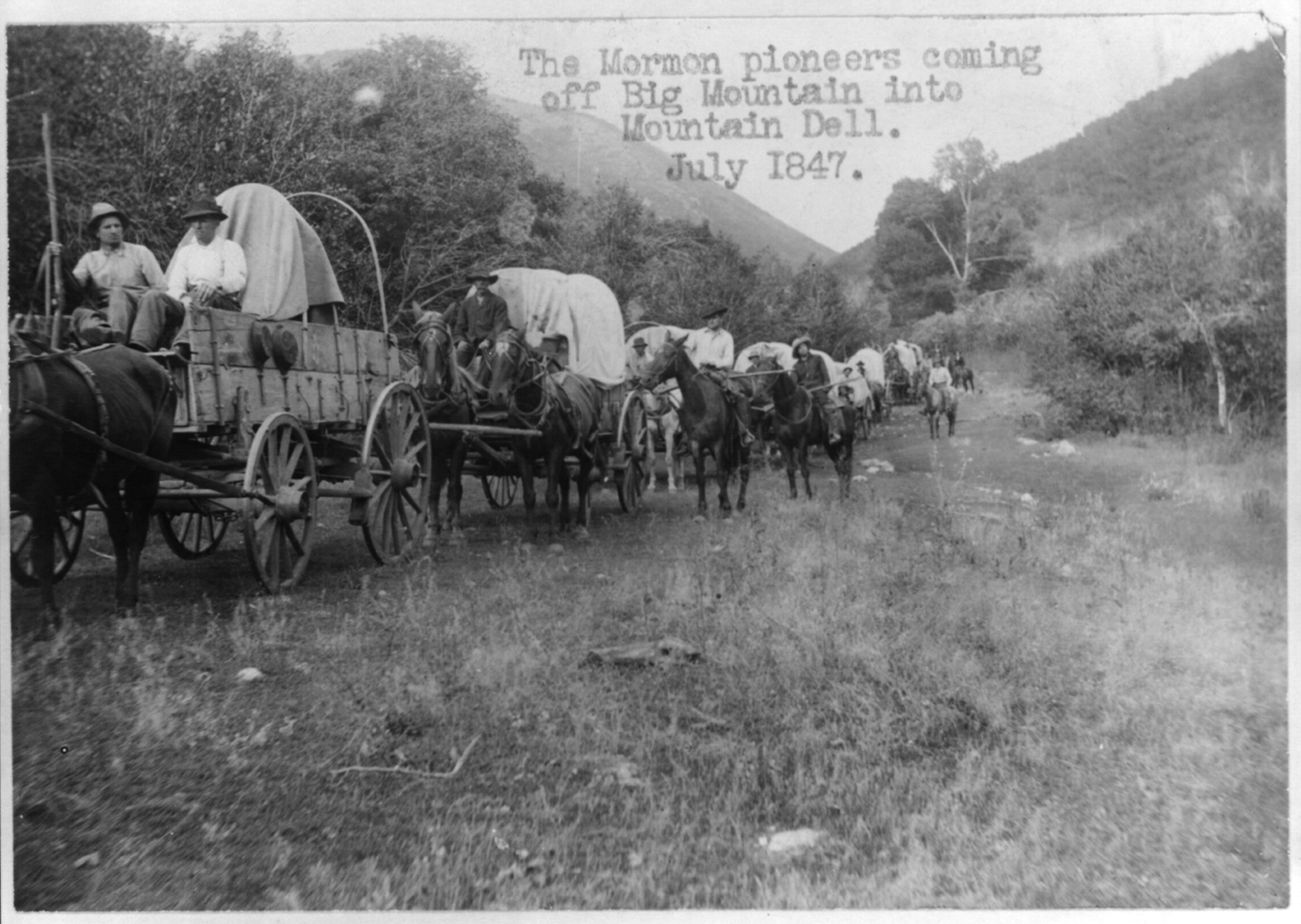
Caravana de pioners mormons (1847).

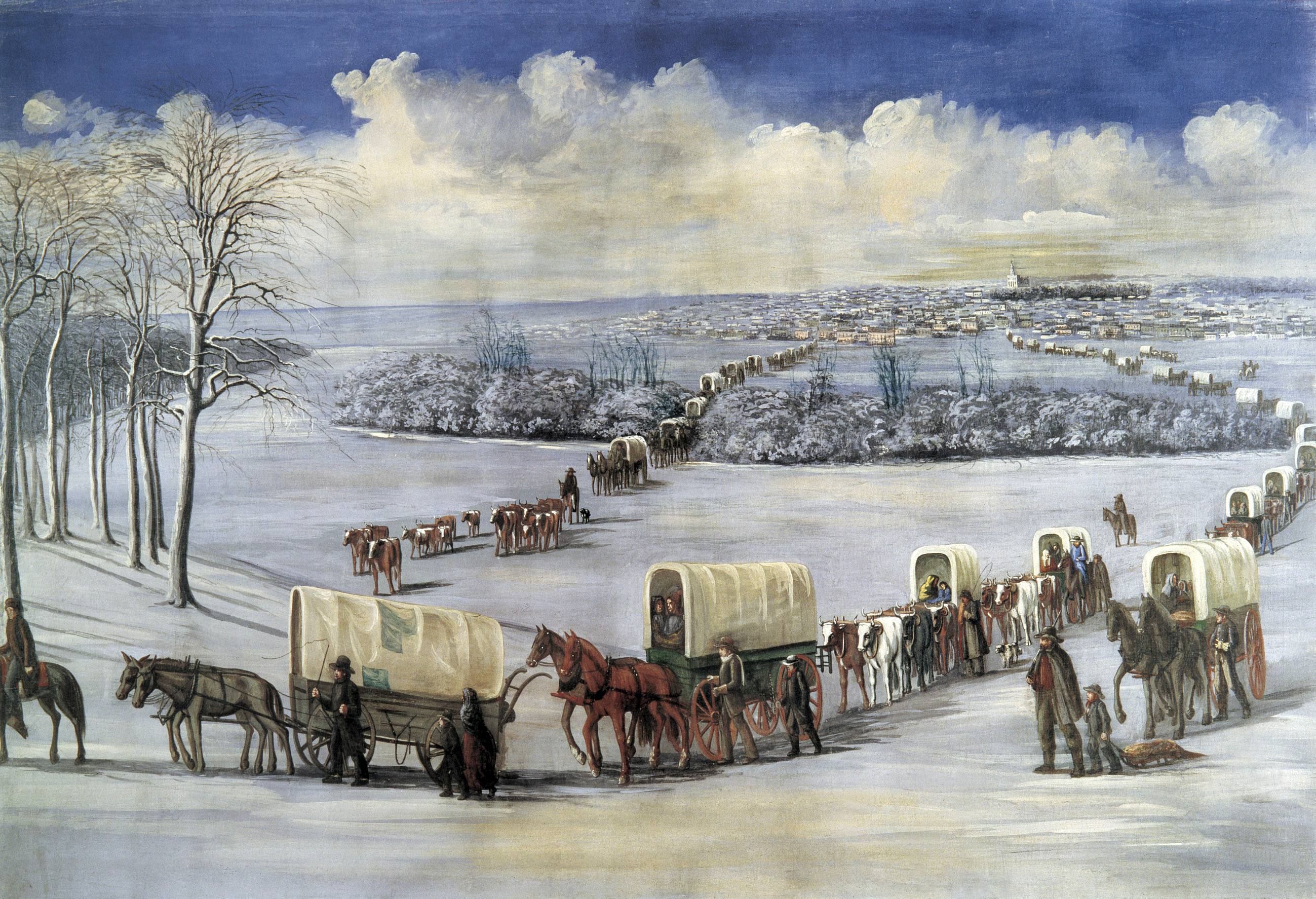
Passant el Mississipi sobre el gel, de C.C.A. Christensen

L'adquisició del territori de Louisiana va obrir un horitzó desconegut per als habitants de l'est del país. L'escassesa de terres, les depressions econòmiques i la necessitat d'oportunitats van animar molts a emigrar cap a l'oest. Ningú no donava gens d'importància a la presència dels indis, considerats simplement salvatges sense cap dret. Els anomenats “pioners” es dirigien principalment cap a la regió de Texas, al sud, o a la d'Oregon, al nord. El camí que portava a aquest últim territori es deia de fet, «la senda d'Oregon». Una altra ruta que va aconseguir gran popularitat per l'intercanvi comercial a l'època fou el camí de Santa Fe ("Old Spanish Trail", en anglès).
La majoria dels pioners començava el seu viatge a Saint Louis. Era una travessia dura i plena de contratemps, que exposava els pioners a malalties com el còlera, que va matar molts emigrants durant el camí. El mitjà de transport més habitual eren els carros coneguts com a "covered wagons", i també anomenats popularment "schooners", que eren arrossegats per bous o mules. Els trajectes es realitzaven en caravanes ("wagon trains"), formades de vegades per més d'un miler de persones. En general, la migració no era un esforç individual, sinó col·lectiu.
El 1845, al voltant de 3.000 persones van travessar les rutes d'Oregon i Califòrnia. En els següents dos anys, més de 5.000 pioners mormons es van establir al territori del Gran Llac Salat, on van fundar Salt Lake City. Aquesta comunitat —a diferència de la gran majoria d'emigrants—, va assolir enfortir-se econòmicament per mitjà d'una autoritat centralitzada i un fort sentit grupal. Cap al 1862, el Congrés va aprovar una llei per la qual qualsevol ciutadà podia adquirir 160 acres de terra pública per 10 dòlars (Homestead Act). Després de la guerra civil, molta gent es va desplaçar a les praderies (conegudes aleshores com "el gran desert americà") per convertir-se en grangers. Aquests colonitzadors van ser coneguts com a "homesteaders". S'estima que hi havia entre ells un milió de vídues, solteres i gents d'altres cultures. Amb aquesta colonització massiva, la regió de les praderies va canviar les altes herbes per conreus i granges amb animals. Amb el temps, s'havia de convertir en una de les zones agrícoles més importants del món. A Califòrnia i altres zones de l'oest es va desenvolupar l'agricultura a gran escala, coneguda com a "agribusiness". En els anys 1880, el blat era el conreu més desenvolupat. Al final de la dècada es van començar a utilitzar tractors a vapor i màquines segadores. Finalitzant el segle, aquest conreu va decaure, donant pas a les fruites de temporada, que donaven feina a gent d'origen xinès i després d'altres nacionalitats com japonesos, hindús i mexicans. Entre els anys 1889 i 1890, es va produir la colonització sobtada d'Oklahoma, l'anomenat "Oklahoma land rush".

### Representants de l'autoritat i vigilants

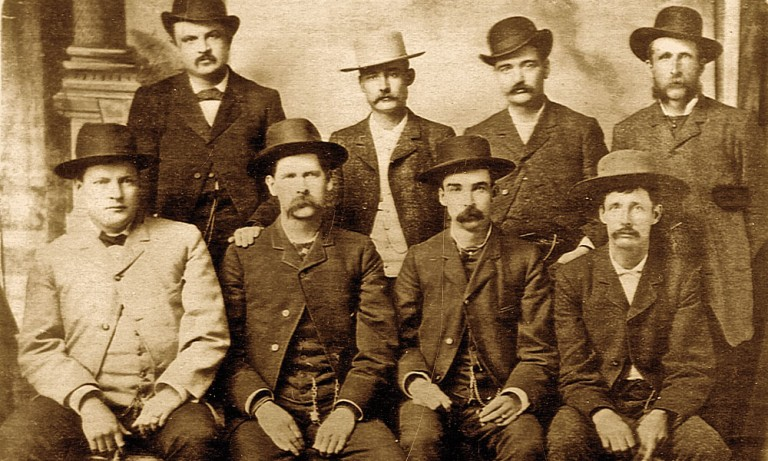
Wyatt Earp (assegut, segon per l'esquerra) i els altres membres de la Comissió de Pau de Dodge City (1883).

L'aparició de poblats, negocis, i altres infraestructures en els territoris del Far West va motivar la necessitat de fer respectar la llei i perseguir els malfactors. Les armes proliferaven, ja que tot aquell que emigrava cap a l'oest anava armat per poder-se defensar de les més que possibles agressions. S'estima que durant la «febre de l'or», cada prospector portava una arma. Al Far West arribava també tota mena de gent, inclosos delinqüents i marginats potencialment violents i molt disposats a infringir la llei. Tot i que la major part de la població eren treballadors honrats, el crim va tenir també el seu protagonisme en l'expansió de la nova frontera.
Per regla general, les petites poblacions eren tranquil·les perquè els seus habitants només volien assentar-se i prosperar. Als forasters se'ls suposava honestedat fins que la seva conducta demostrava el contrari. La sanció per alterar la convivència de la comunitat era el menyspreu públic, que empenyia l'infractor a anar-se'n. Els duels i els tiroteigs eren una forma admesa de solucionar diferències. No obstant això, disparar per l'esquena, de lluny o emboscat, eren actituds considerades covardes, a més d'il·legals. La justícia era diferent depenent de si el mort era un mexicà o un amerindi. El robatori d'un cavall era considerat un delicte particularment greu, pel qual l'infractor era normalment condemnat a morir penjat.

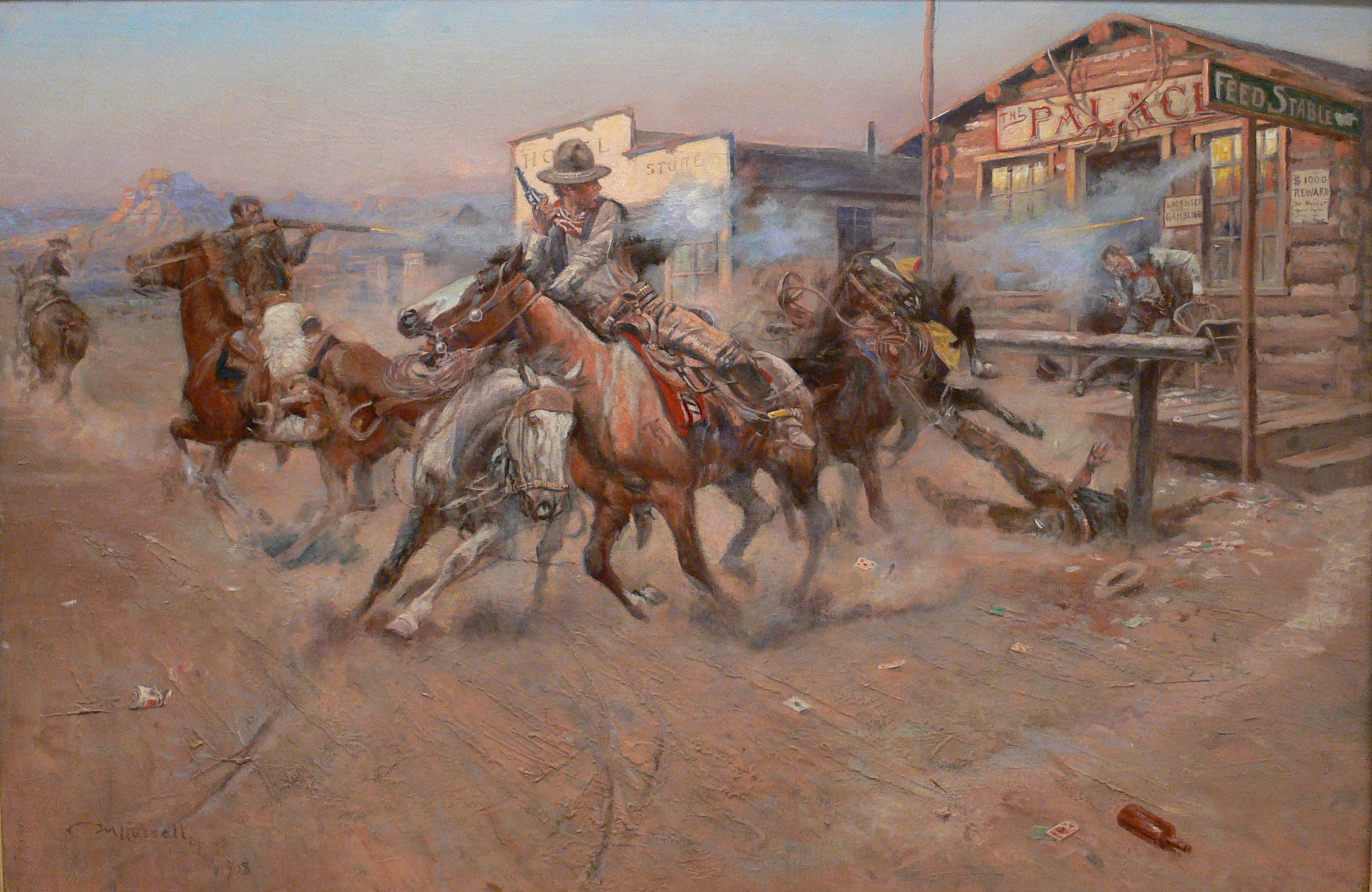
El fum d'un 45, un tiroteig pintat el 1908 per Charles Marion Russell.

La figura del comissari o xèrif (sheriff, en anglès) va estar molt lligada a tot el procés de la conquesta de l'oest. Les dades més primerenques els esmenten en els anys 1823 i 1824 a la comunitat de San Felipe d'Austin. Els nous assentaments, crescuts al voltant de les vetes de mina, també requerien els seus serveis. El fet que el xèrif pogués ser elegit per votació popular li donava una dimensió social que reflectia els interessos i les tensions de la comunitat. També existia un cos d'agutzils ("marshall", en anglès) encarregat d'executar les disposicions federals.
La durada del càrrec de comissari era de dos a quatre anys, segons les regions. Per a les seves tasques, podia valer-se d'assistents, coneguts com a "deputy". En situacions especials o d'emergència també podia designar altres ciutadans perquè l'ajudessin. Això derivava de l'anomenat "posse commitatus" (llatí) o poder del comtat. En algunes jurisdiccions, les seves funcions incloïen la recaptació d'impostos i l'execució de la pena de mort a la forca, que podia fer-se en un patíbul o sota un arbre qualsevol. Generalment, no es requeria cap preparació per a aquest càrrec.
El 1860, David J. Cook (que va exercir de 1860 a 1870 com a xèrif i policia) va publicar el llibre Mans enlaire! O vint anys de vida com a detectiu a les muntanyes i a les planes, on donava alguns consells:
| « | Quan intentis arrestar un malfactor, tingues la pistola a la mà o bé estigues a punt per desenfundar-la (…) el meu lema era: "És millor matar dos homes que deixar que un et mati". (…) Mai no confiïs en l'honor d'un presoner (…) nou de cada deu no tenen honor. | » |

Les llegendes del Far West han deixat molts noms; alguns es van moure tota la vida a cavall entre el compliment de la llei i la il·legalitat. Wild Bill Hickok va ser un famós pistoler que va ser assassinat en un"saloon quan tenia a les mans una combinació de pòquer que, des d'aleshores, es coneix com a «La Mà del Mort». Wyatt Earp va formar part de la policia de Dodge City i després va protagonitzar el Tiroteig de l'O.K. Corral. A més de noms propis, hi va haver també organitzacions locals de molta anomenada com ara els Rangers de Texas, agències de seguretat privada com l'Agència Pinkerton, grups locals de ciutadans anomenats "Vigilants" com els Bald Knobblers a Missouri. També van imposar la Justícia personatges folklòrics com el jutge Roy Bean, etc.

### El ranxo, els ramaders i els cowboys

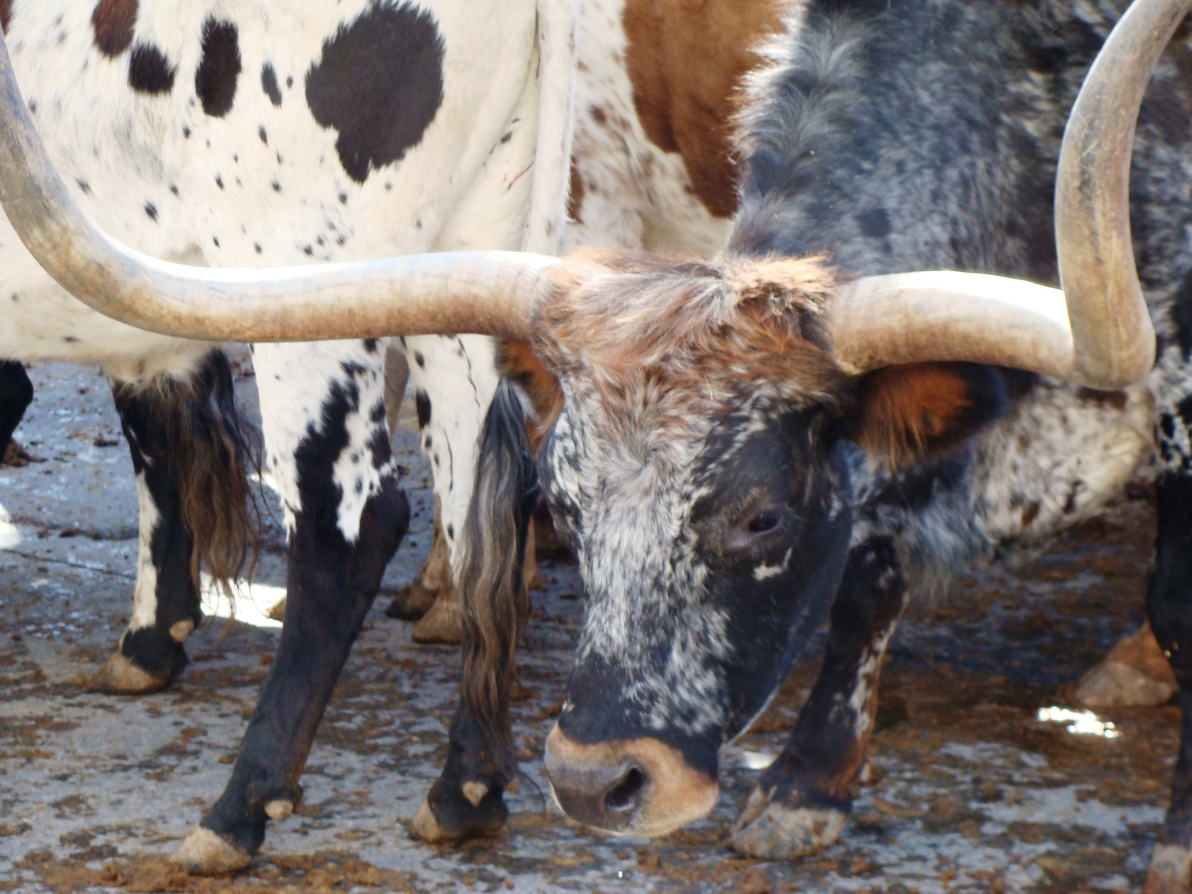
La raça Longhorn, fonamental en el desenvolupament de la ramaderia nord-americana del.

La ramaderia nord-americana, que pivota al voltant del ranxo (de la paraula anglesa ranch, o granja nord-americana), es va desenvolupar principalment a la regió de Texas, i va assolir el seu moment més àlgid després de la guerra civil. La raça vacuna anomenada Texas Longhorn proporcionava carn per al consum de la costa est i d'Europa. El sistema de criança, heretat de les primeres hisendes, consistia a marcar els animals amb un ferro roent per identificar el propietari (branding), deixar lliures els animals perquè es criïn sols, i capturar-los finalment per mitjà dels coneguts rodeos (roundup) per tot seguit conduir-los en transhumància fins a les ciutats ramaderes (cowtowns) i el seu despatx per tren a la costa est. La captura del bestiar era realitzada pels cowboys, vaquers que treballaven a cavall. Els vedells nascuts en llibertat que se separaven de la mare i quedaven sense amo eren anomenats mavericks. Qualsevol podia capturar-los, marcar-los i fer-se'ls seus. Amb l'arribada dels petits propietaris que es disputaven aquests caps de bestiar, van aparèixer nombrosos enfrontaments, i els grans ranxers van utilitzar els cowboys per combatre el que ells consideraven bandolerisme.
Una altra font de problemes va ser la proliferació de conreus i la delimitació de les propietats amb tanques de filferro cap a 1880. A poc a poc, els antics terrenys oberts, a les praderies i arreu, es van transformar en camps de conreu. Va succeir també que hi va haver hiverns molt durs a Kansas, Colorado (1885 i 1886), Montana, Wyoming i el Territori de Dakota el 1887. Tots aquests factors van comportar la fi de l'era dels grans ranxos, que van poder sobreviure comprant les millors terres i canviant els seus sistemes de criança. El cowboy, per la seva banda, va continuar fent tasques de ramaderia.
Diversos ramaders i comerciants van deixar una empremta en la ramaderia del Far West, com ara John Chisum, que va arribar a posseir uns 80.000 caps de bestiar; Jesse Chisholm, conegut home de negocis; Joseph McCoy, impulsor de la ciutat d'Abilene; Charles Goodnight, inventor del chuckwagon (carro adaptat com a cuina de campanya), etc. Algunes dones van participar també en aquesta activitat. És el cas d'Elizabeth I. Johnson, la cabanya ramadera de la qual va arribar a valorar-se en uns 2 milions de dòlars.

#### Cowboys

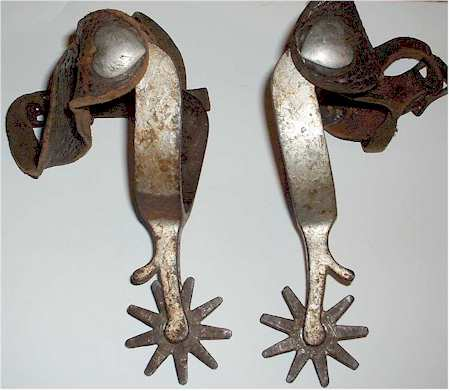
Parella d'esperons emprats pels cowboys.

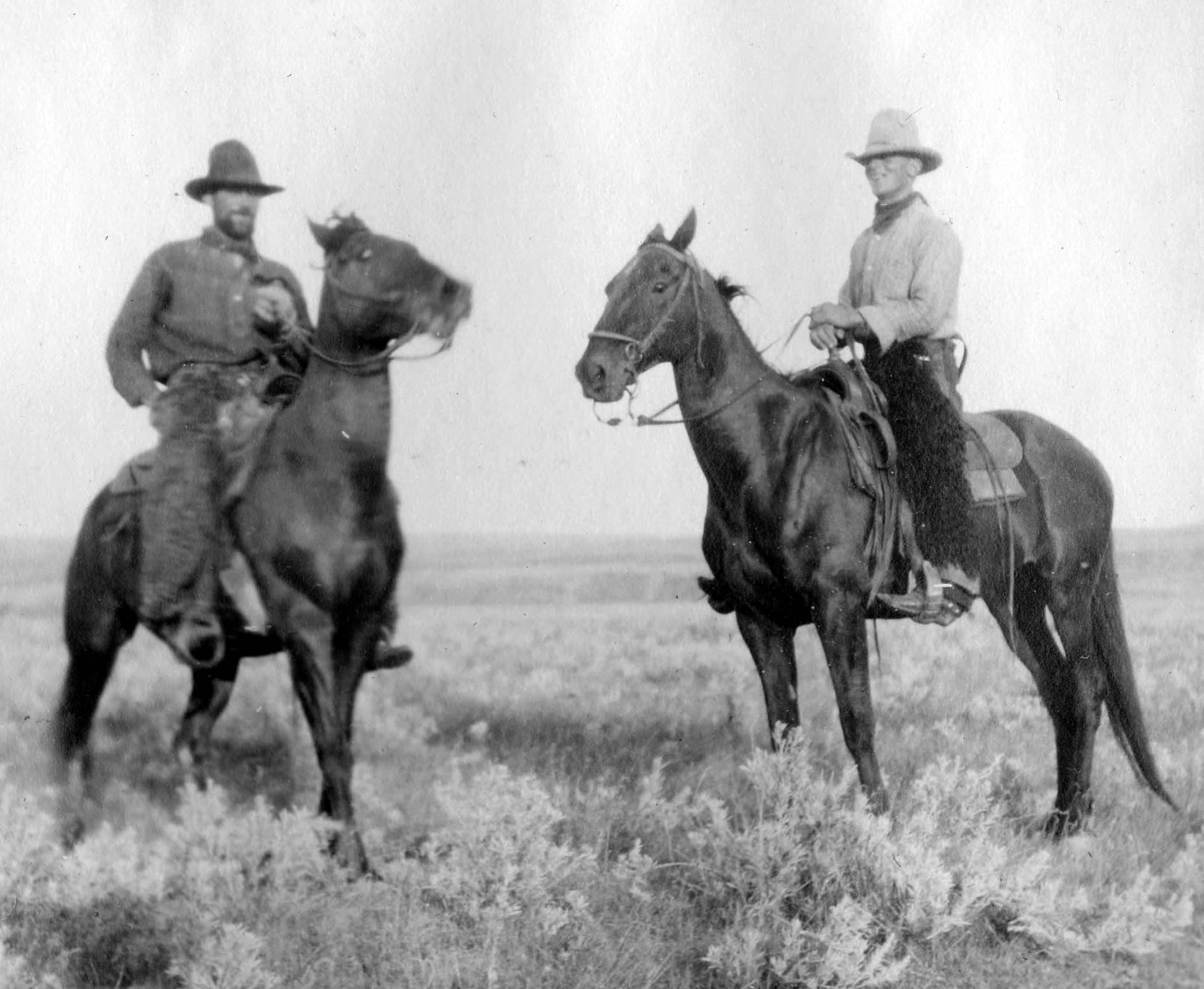
El cowboy, el símbol indiscutible del Far West.

Els cowboys (o cowgirls, en femení) nord-americans van heretar l'ofici dels vaquers mexicans que habitaven el sud-oest i oest del país, des de Texas a Califòrnia. Treballaven principalment a cavall, el que va encunyar la imatge del gremi. Després de la guerra civil, el seu paper es va fer molt més important quan es va traslladar el bestiar des de Texas cap al nord del territori, des d'on era després distribuït. Aquesta tasca requeria genets destres i resistents que garantissin el trasllat del ramat. Els cowboys formaven un veritable braç armat al servei dels grans ramaders o cattle barons, els quals es quedaven amb la major part dels guanys. Era gent heterogènia, perquè hi havia antics soldats, afroamericans, mexicans, molts joves i sovint analfabets.
Les rutes sorgides de les transhumàncies es van fer llegendàries. Un viatge cobria, de mitjana, al voltant de 16 a 24 km diaris i era ple de dificultats i perills. Pels seus serveis, els vaquers guanyaven al voltant d'un dòlar al dia. Una vegada havien cobrat, la majoria d'ells es dirigien als bordells, saloons ("salons" o bars) i cases d'apostes de les ciutats ramaderes. Des d'aquesta època, el cowboy va esdevenir l'encarnació més notable del mite de la frontera.
Un dels vaquers de més anomenada de l'època va ser en Nat Love, o Deadwood Dick. De raça negra, va deixar les seves memòries en un llibre anomenat Vida i aventures d'en Nat Love, més conegut entre els ramaders com a Deadwood Dick (1907), fet a la manera de les novel·les barates anomenades Dime Novels. La relació de fets i personatges d'aquesta petita obra, a més, fa dubtar del seu contingut, encara que l'autor assegurava que els fets eren certs.
Malgrat això, els relats d'en Love són el reflex de la vida dels vaquers al Far West, de les seves tasques diàries, les llargues travessies, les batusses amb mexicans, bandits, amerindis, etc. Retrata també la seva personalitat:
| « | Se suposa que [el cowboy] no sap el que significa la por, i els asseguro que són pocs els que saben el significat d'aquesta paraula. | » |

I també l'orgull de ser-ho:
| « | Muntat al meu cavall preferit, el meu llarg fuet a la mà, la meva pistola al cinturó i les grans planes que s'estenien al llarg de milles i milles, cada racó de les quals m'era familiar, en aquells moments sentia que podia desafiar el món. | » |

### Asiàtics

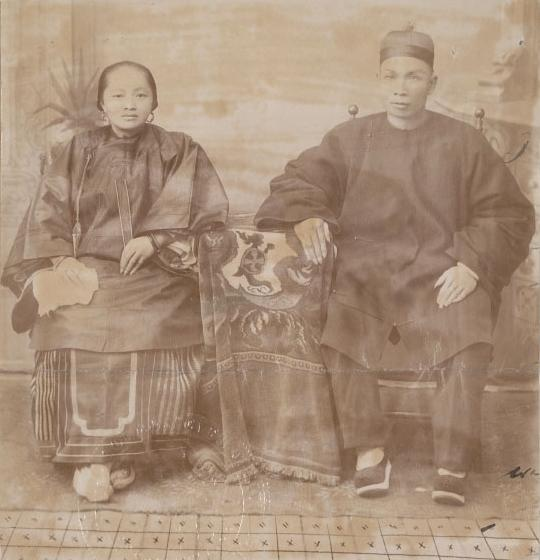
La comunitat xinesa va contribuir en gran manera al desenvolupament de l'oest nord-americà.

Es calcula que uns 300.000 xinesos van emigrar als Estats Units entre 1854 i 1882, fugint de la fam i la inestabilitat política del seu país. Una quantitat significativa dels forty niners eren d'aquesta ètnia. Per als primers immigrants asiàtics, Califòrnia era la “terra de la muntanya daurada”. Van contribuir notablement a l'expansió del ferrocarril i al conreu de la fruita. En llocs com San Francisco van formar concentracions importants, en barris coneguts per Chinatowns, i associacions d'ajuda mútua.
La major part de les bugaderies d'aquesta època eren regentades per xinesos, a causa que els miners —en majoria homes— no es rentaven ells mateixos la roba, i les dones —de qui s'esperava que fessin aquesta tasca— eren escasses a l'oest. La població xinesa estava formada sobretot per homes perquè les dones xineses tenien prohibida l'entrada, probablement per evitar el creixement d'aquesta ètnia. Com en totes les comunitats amb majoria d'homes, hi va haver una gran proliferació de cases de joc i prostitució que van donar mala fama a les chinatowns.
De molts problemes de l'època, com l'atur i la caiguda de salaris, se'n va donar la culpa als xinesos. Això va provocar revoltes a Los Angeles (1871) i a San Francisco (1877), que van empènyer molts d'ells a refugiar-se en les grans Chinatowns. El conflicte va arribar a tal punt que el Congrés va emetre un decret d'exclusió dels ciutadans xinesos (Chinese exclusion act) el 1882. En el dit decret es prohibia l'entrada de cap xinès més, excepte els professors, estudiants, mercaders, turistes i oficials. La immigració des d'Àsia va continuar al començament del segle xx, però més des del Japó. Al voltant de 1900, un 80,7% de tots els xinesos i japonesos nord-americans es trobaven a l'oest.

### Mexicans

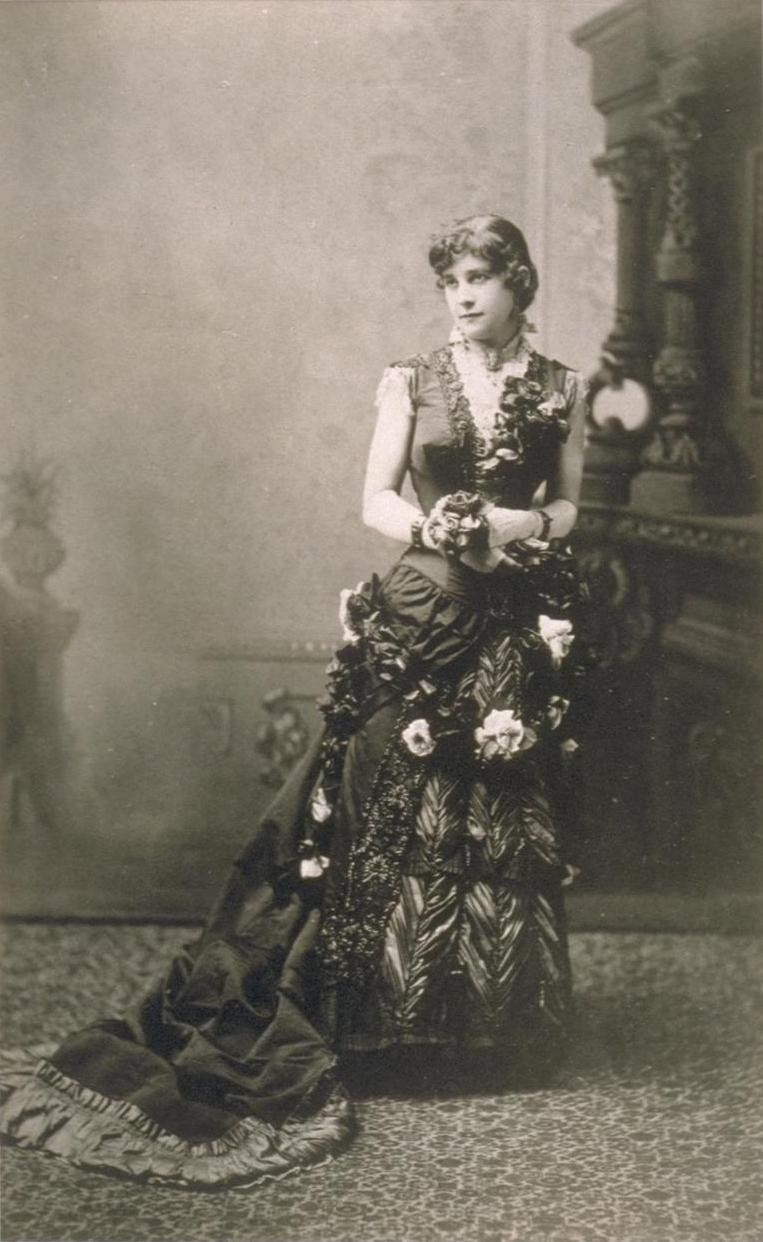
Model de dama de la societat californiana d'origen espanyol.

Per la seva banda, els mexicans que van romandre a Texas després de l'annexió van ser considerats legalment ciutadans del país, i el tractat de Guadalupe Hidalgo va estipular que les seves possessions serien respectades. No obstant això, la vaguetat de les lleis va permetre nombrosos fraus i molts d'ells van perdre les seves terres. La mineria va atraure altres col·lectius de llatinoamericans, però van ser desplaçats en nombre i influència per europeus i angloparlants. A més, van ser gravats amb impostos per a estrangers i van patir discriminació racial.
En els anys 1870 els antics pobles mexicans es van convertir en barris agrupats entorn d'una església. Els mexicans, anomenats chicanos van formar associacions benèfiques i també de caràcter polític. A més, van fundar periòdics en espanyol. A diferència dels immigrants angloparlants o europeus, els mexicans eren menystinguts, vivien amb salaris baixos i estaven sotmesos a una forta pressió social perquè assimilessin la cultura nord-americana. A Texas, encara que la majoria de la població era d'origen mexicà, només els que tenien diners podien oposar-se al domini de la minoria angloparlant. A la dècada del 1880 va sorgir una organització extremista anomenada les "Gorres Blanques", que va utilitzar la violència per a defensar els drets dels chicanos. La població de llatinoamericans va disminuir entre els anys 1856 i 1910, però al començament del segle xx els conflictes interns a Mèxic van causar noves immigracions.

### Dones

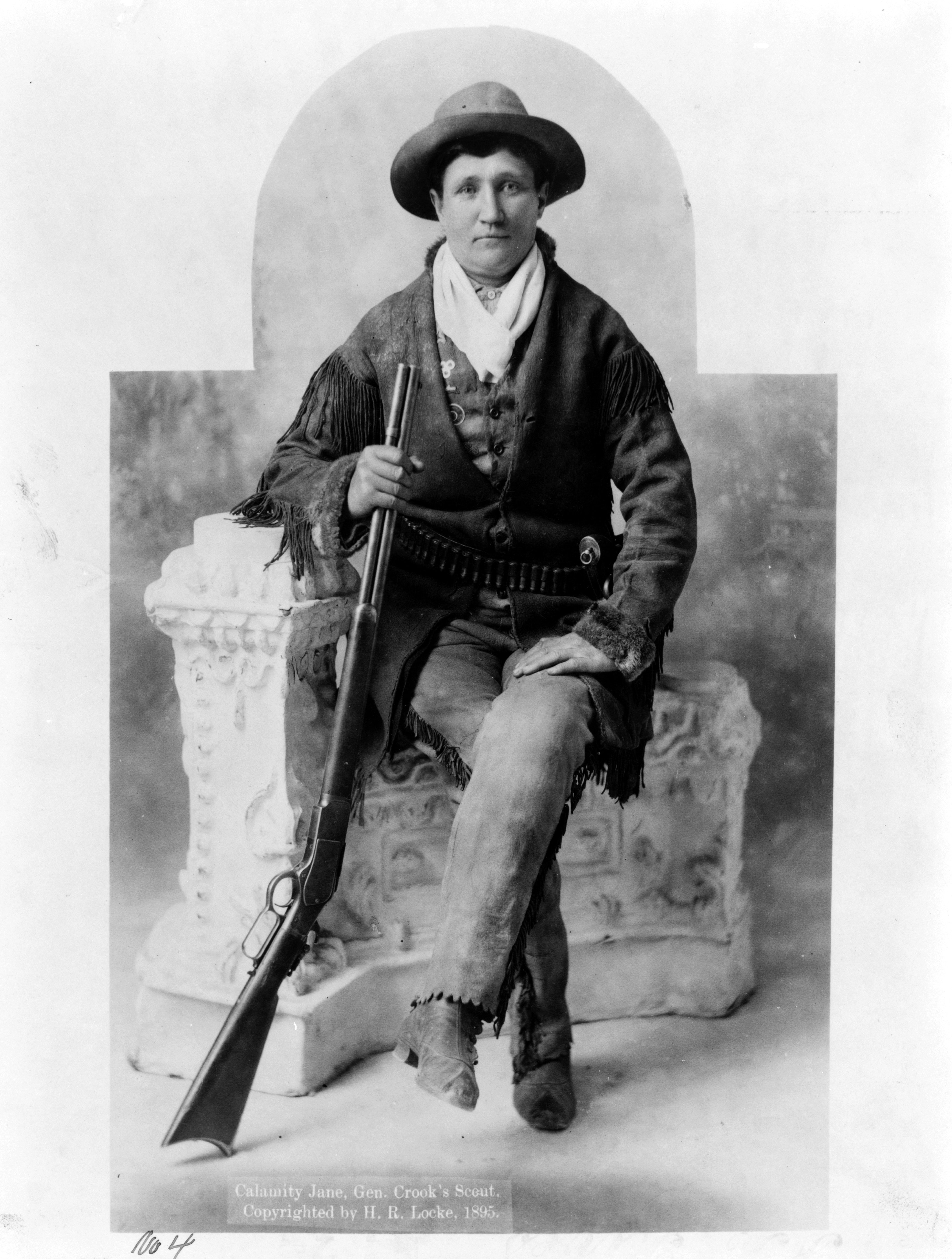
Martha Jane Canary

En general, el paper de les dones va ser molt secundari durant el segle xix. En principi, no eren admeses a la universitat. El seu salari era la meitat del d'un home. No tenien dret al vot, assumpte particularment conflictiu després de la Guerra Civil, ja que moltes vídues van trobar-se soles i sense dret a triar els seus representants polítics. Tampoc no tenien pertinences, perquè pràcticament tot era propietat del seu marit. No estava ben vist que una dona donés en públic la seva opinió. Segons el pensament més generalitzat, «el món era dels homes». Aquesta discriminació rebia el suport de suposats “experts” en educació que deien que el cervell de les dones era més petit que el dels homes i que, per això, les noies no podien aprendre tant com els nois.
Malgrat això, les dones van anar guanyant terreny en diferents àrees de la vida econòmica o cultural. Van començar a treballar en fàbriques, a escriure en periòdics i algunes -poques- van arribar a l'ensenyament secundari. Un fet particularment important va ser l'obertura del primer col·legi per a ameríndies cheroquis, el 1851, el Cherokee National Female Seminary, a Park Hill (Oklahoma). El 1869, a l'estat de Wyoming, i a iniciativa de la jutgessa de pau Esther Morris, es va aprovar una llei que atorgava el vot a les dones i les permetia ser designades per a càrrecs públics. La llei no va ser vetada pel governador de l'Estat. Luisa Ann Swain, de 70 anys, va ser la primera dona a emetre el seu vot.
La participació de la dona en la vida del Far West va ser un important factor d'estabilitat. Els canvis més importants, tant en els poblats com en les ciutats ramaderes, van provenir de gent de classe mitjana (especialment dones) que van fomentar la unitat de la comunitat a través d'escoles i esglésies. Les dones ameríndies, per la seva banda, van ser fonamentals en la vida de les seves famílies en participar en les activitats diàries i donar fortalesa i consistència als seus, tasca per a la qual se les considerava més capacitades.
Entre les dones que van deixar el seu nom a la Història del Far West destaquen: Martha Jane Canary, coneguda com el "diable blanc de Yellowstone"; Annie Oakley, destra tiradora i famós personatge del show de Buffalo Bill; Nellie Cashman, destacada empresària i activa en obres socials; Belle Starr, delinqüent; Sarah Winnemuca, portaveu dels nadius amerindis; Sacajawea, que va formar part de l'expedició de Lewis i Clark; Julia Archibald Holmes, primera dona a escalar el Pikes Peak, de més de 4.000 metres, a Colorado; etc.

### Muntanyesos

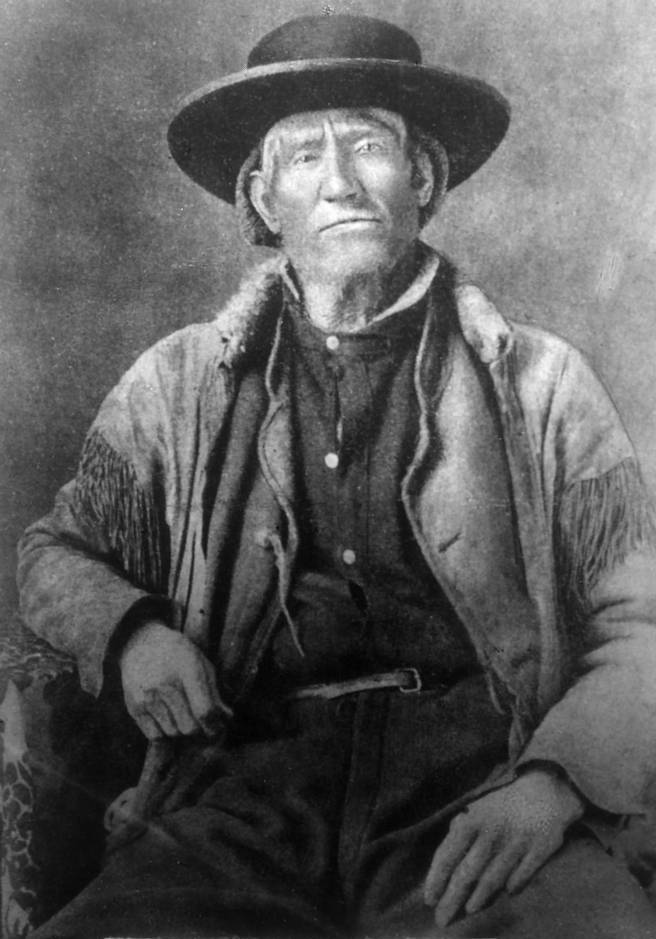
Jim Bridger, personatge pintoresc de la frontera.

El muntanyès (mountain man) va ser un tipus d'aventurer que es va endinsar en les terres de l'oest per caçar i comercialitzar pells d'animals, principalment de castor. Encara que la imatge tingui un cert romanticisme, en realitat van ser agents al servei del creixent comerç de pells. La intenció dels comerciants era no dependre dels amerindis per obtenir les pells. Aquest ofici va cobrar notorietat quan, el 1822, William Henry Ashley va proposar als muntanyesos proporcionar-los tot l'equipament necessari per a endinsar-se en les muntanyes a canvi de la meitat de les pells aconseguides en un any. El negoci va arribar al seu final poc després de 1840, quan els europeus van deixar de vestir barrets de pell de castor —animal que, d'altra banda, ja estava gairebé extingit. També hi va contribuir l'entrada al mercat de la seda asiàtica, que es va convertir en un producte de luxe, tant a Europa com a Amèrica.
La vida d'aquests caçadors era atzarosa i solitària. Portaven el que era estrictament necessari. Menjaven el que trobaven, ja fossin fruits silvestres o animals. Estaven exposats a perills diàriament, com ara ossos, serps, nevades, inundacions. A més, havien de conviure —o enfrontar-se— amb els nadius de la zona. Portaven els cabells llargs per demostrar que no tenien por que els arrenquessin la cabellera.
Alguns coneguts montanyesos van ser: Jedediah Smith, aventurer que va encapçalar llargues expedicions; James Beckwourth, que va fugir de l'esclavitud; Jim Bridger, que un historiador va anomenar “Atles de l'oest”; Kit Carson, protagonista de molts successos a la frontera; etc.

### Bandolers

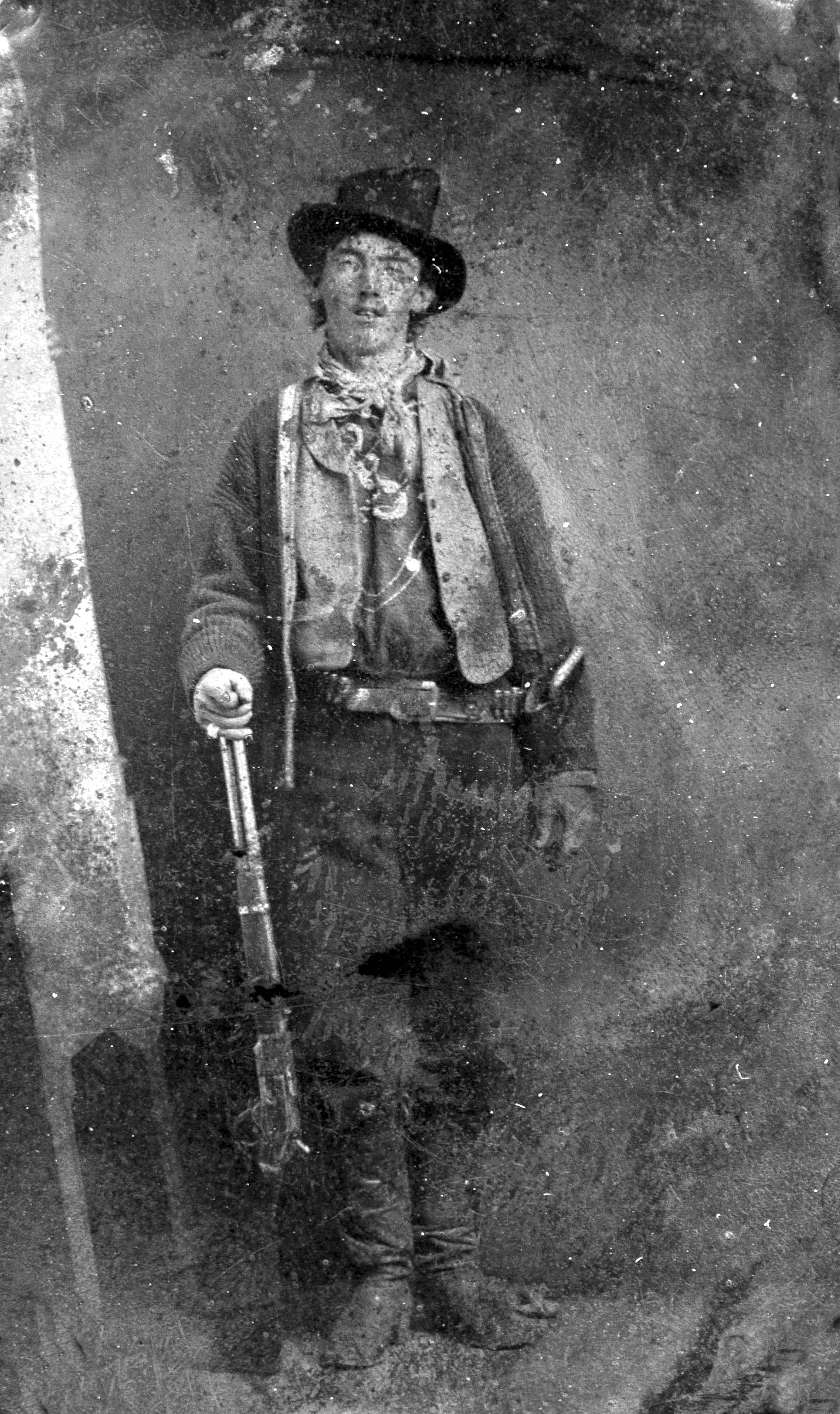
Billy el Nen

Les armes van ser un element habitual en la vida del “salvatge oest”. Colons, malfactors, militars i servidors de la llei utilitzaven rifles i pistoles per defensar la terra i les persones però també per a perpetrar delictes. La pistola era part de l'abillament habitual. Després de la Guerra Civil, moltes persones desplaçades i acostumades a la violència van arribar al Far West. Els delictes més freqüents eren el furt de cavalls, l'assalt de diligències, de bancs i de trens, els homicidis, linxaments, etc. Les ciutats atreien multitud d'empresaris i comerciants, però també a pistolers, prostitutes, proxenetes i jugadors professionals. Les ciutats ramaderes es revolucionaven cada vegada que arribaven els vaquers o cowboys.
Encara que el Far West ha passat a la història com l'escenari d'una època salvatge i violenta, hi ha qui opina que això és exagerat. Algunes investigacions suggereixen que els delictes eren relativament infreqüents i que, encara que la mitjana d'homicidis era particularment elevada, es devia més a la mateixa existència quotidiana de les armes (accidents, precipitació, etc.) que a altres factors com el freqüent consum d'alcohol i les baralles, o la premeditació i la intencionalitat.
La literatura, el cinema, el teatre i la televisió han dedicat molt d'espai als criminals o desperados, com se'n deia aleshores. Els titulars dels periòdics, no poques vegades exagerats convenientment, eren molt llegits a la costa est. Tota aquesta literatura va forjar la llegenda del Far West com un territori brutal i salvatge, i a causa d'això va sorgir l'epítet de "salvatge oest". Molts malfactors del Far West han passat a la posteritat: Joaquín Murieta la mort del qual va generar moltes especulacions; Billy el Nen, que va tenir una vida curta —va morir amb tot just vint-i-un anys—, ha estat objecte de nombroses produccions del gènere western; Jesse James va ser considerat com un Robin Hood modern, encara que els seus actes eren més propis d'un delinqüent a la recerca de fortuna; John Wesley Hardin, a qui se li atribueixen nombroses morts; Sam Bass, perseguit incessantment pels Rangers de Texas; etc. Hi va haver també bandes criminals com la dels Germans Dalton o la de Dodge City, que va tenir en les seves files fins i tot homes que oficialment eren representants de la llei.

### Militars

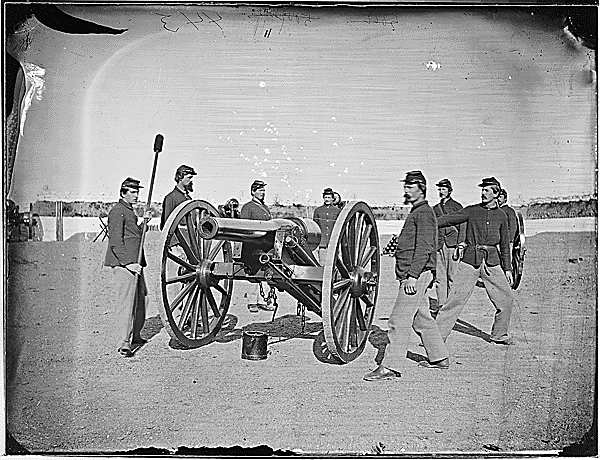
Un esquadró d'artilleria de l'exèrcit de la Unió

Abans de la guerra civil americana, els militars de la frontera tenien la missió de protegir els pioners del perill que suposava travessar o assentar-se a les terres dels nadius. L'arribada dels pioners a les terres ancestrals dels amerindis va ser motiu de continus conflictes. La intromissió periòdica de nous colons i prospectors en terres ja atorgades pel Govern als amerindis, va produir nombroses baralles en les quals els colons eren recolzats pels militars. Entre les seves funcions hi havia la vigilància dels camins establerts per al pas de pioners.
La Guerra civil americana no va tenir un impacte directe en els amerindis de l'oest, però el Govern va accelerar l'ocupació d'aquests territoris, per assegurar-los dins del sistema polític de la Unió. A Arizona, Utah i Califòrnia, per exemple, hi havia un sentiment a favor de la causa confederada, per la qual cosa van ser enviats militars per assegurar el control de la zona.

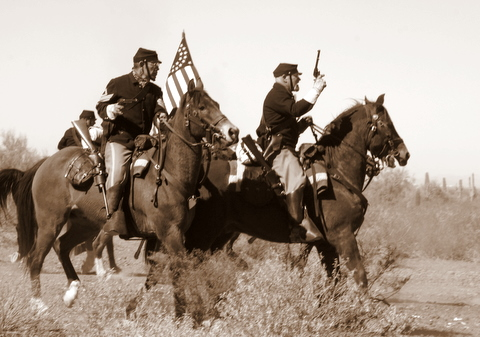
Reconstrucció històrica de la batalla de Picacho Peak, a Arizona.

Després de la guerra civil americana, molts militars van demanar de ser transferits a la frontera per poder seguir a l'exèrcit. Allí van acabar de formar-se en els innombrables conflictes contra els nadius. Els pobles amerindis, principalment els de les Grans Planes, amb els anys van adquirir cavalls i armes, cosa que els va dotar d'una respectable força militar, encara l'armament se solia limitar a arcs i fletxes. Les campanyes militars es van iniciar un cop el Congrés va autoritzar l'ús de les terres de domini públic de l'Oest per al desenvolupament econòmic. Alguns dels pitjors excessos comesos contra els amerindis van ocórrer en aquest període. Per exemple, en un aixecament sioux a Minnesota van ser penjats trenta-vuit individus (1862), la major execució pública en la història dels Estats Units.
Entre els militars que van protagonitzar diverses accions bèl·liques o bé processos de negociació, hi trobem: el general George Armstrong Custer, derrotat amb el seu regiment, el Setè de cavalleria, en la batalla de Little Big Horn; el general George Crook, hàbil militar i partipant en comissions governamentals; el general Philip Henry Sheridan, a qui se li atribueixen les paraules «un bon indi és un indi mort»; el coronel John Milton Chivington, que va executar amb un grup de voluntaris a les seves ordres la massacre de Sand Creek, a Colorado; el general James Henry Carleton, instal·lat a Nou Mèxic per desplaçar dels seus territoris els apatxes, els navahos i altres pobles indis. També va destacar William Tecumseh Sherman, qui havia aplicat la tàctica dita de "Terra cremada" en els estats del sud durant la Guerra Civil. Encara que cruels, aquests mètodes es consideraven indispensables per obtenir la victòria, i que la mort i el sofriment eren inevitables. Entre altres accions, s'havia impedit el bescanvi de soldats presoners, només amb la finalitat de disminuir el nombre de les tropes enemigues, encara que fossin morint de fam a poc a poc; hi va haver desconsideració cap als civils a l'hora dels atacs, destruint les seves propietats, i es va reduir sense consideració els recursos econòmics de l'enemic, amb greus conseqüències per a la població.

### Buffalo Bill

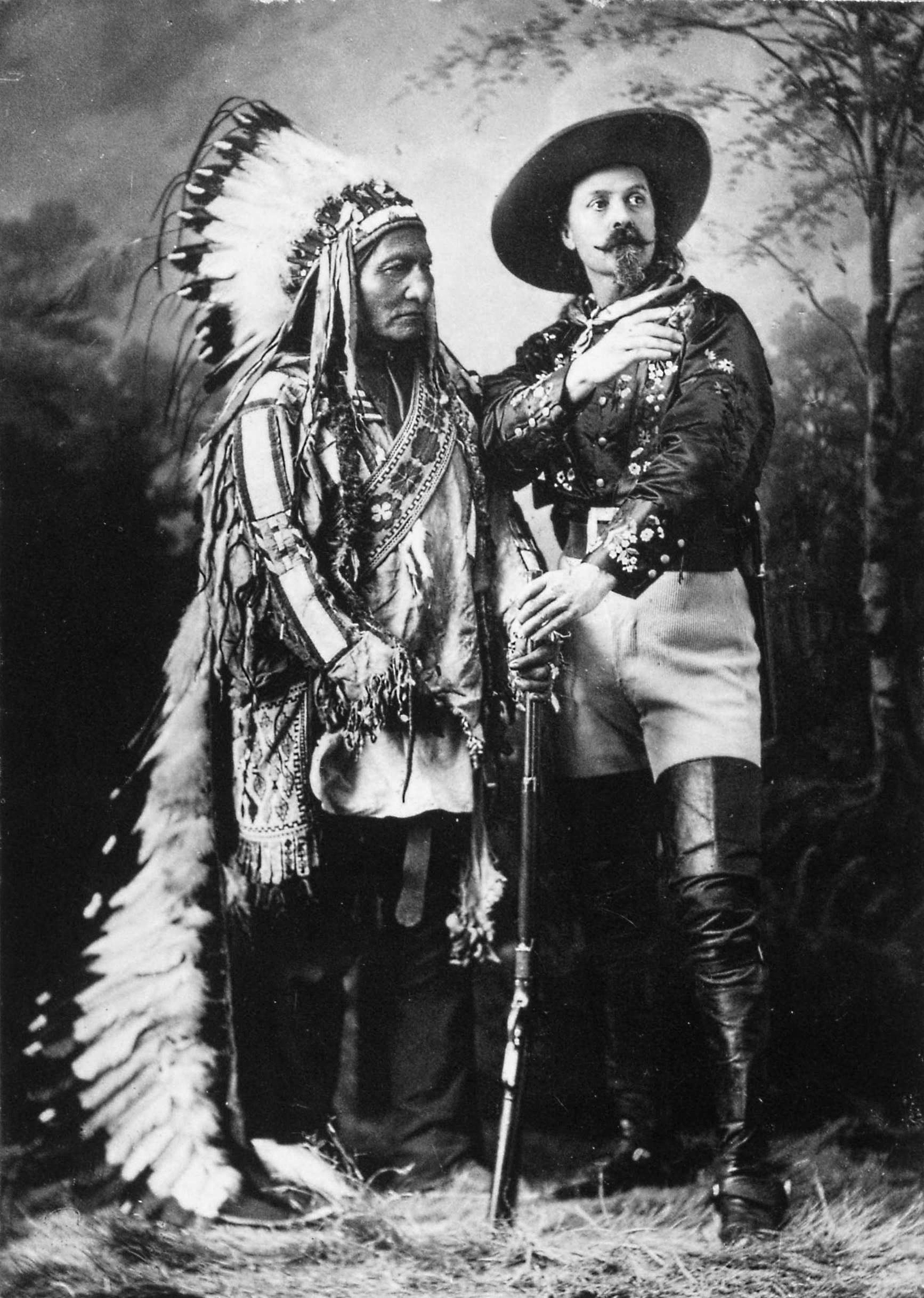
El sioux hunkpapa Bou Assegut i Buffalo Bill, personatges populars del Far West.

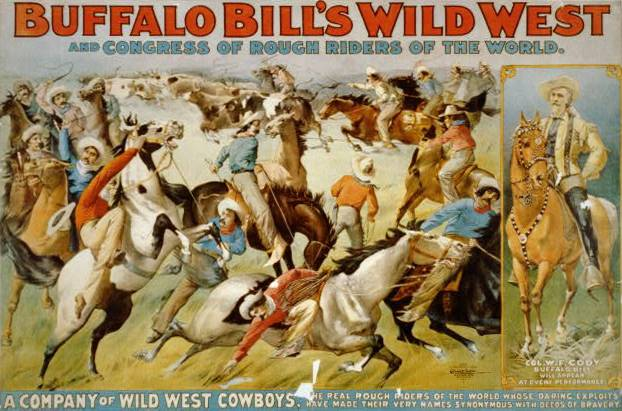
Cartell de l'espectacle de Buffalo Bill (1899).

William Frederick Cody, més conegut com a Buffalo Bill, fou el promotor d'un famós espectacle de circ conegut com el Buffalo Bill's Wild West, que va ser exhibit als Estats Units i a Europa durant 30 anys, a partir de 1883. Abans d'això, havia treballat de missatger del Pony Express i també d'explorador. Va servir així mateix en l'exèrcit de la Unió. Segons deia ell mateix, es va guanyar l'àlies per haver caçat 4.280 búfals. Després de la guerra, va servir carn d'aquest animal als treballadors del ferrocarril de la Kansas Pacific Railroad. La seva fama va començar a la fi de la dècada del 1860, quan l'escriptor Ned Buntline el va fer l'heroi de moltes de les seves novel·les barates o Dime Novels. Des de 1872 fins a 1883 va protagonitzar diversos melodrames, principalment Scouts of the Plains, del mateix Buntline. En la guerra contra els sioux de 1876, es va atribuir la mort del xeiene Yellow Hair en combat singular, just després de la desfeta del General Custer.
L'espectacle de Buffalo Bill, amb els seus exagerats drames i recreacions, va ajudar en gran manera a crear els estereotips del Far West. Hi apareixien personatges amb noms propis com el cèlebre Bou Assegut o la tiradora Annie Oakley (un dels personatges més recordats). El mateix Cody s'escarrassava a encarnar el mite del Far West davant el públic. Les representacions requerien centenars de persones, l'escenari era gegantesc i les escenes incloïen caceres de búfals, robatoris de trens o guerres contra els nadius, com l'última batalla del General Custer. Totes les escenes havien de semblar realistes. Una part important del show eren els indis, a qui va retratar com l'“antic enemic, ara amic”, i els mostrava en els seus pòsters en situació d'aparent igualtat. Un altre paper destacat era el que tenia el cowboy, que feia gala de la seva independència i habilitat per disparar. La seva actuació estava un xic idealizada, ja que, per exemple, no hi participava cap actor de raça negra, quan en realitat sí que hi va haver molts afroamericans que es van dedicar a l'ofici de cowboy. L'espectacle de Buffalo Bill va aconseguir proporcions de veritable empori i va arribar a rivalitzar amb el popular circ de P. T. Barnum. La seva influència en les produccions modernes i en tot el gènere del western ha estat determinant.

## Sobreexplotació dels recursos naturals

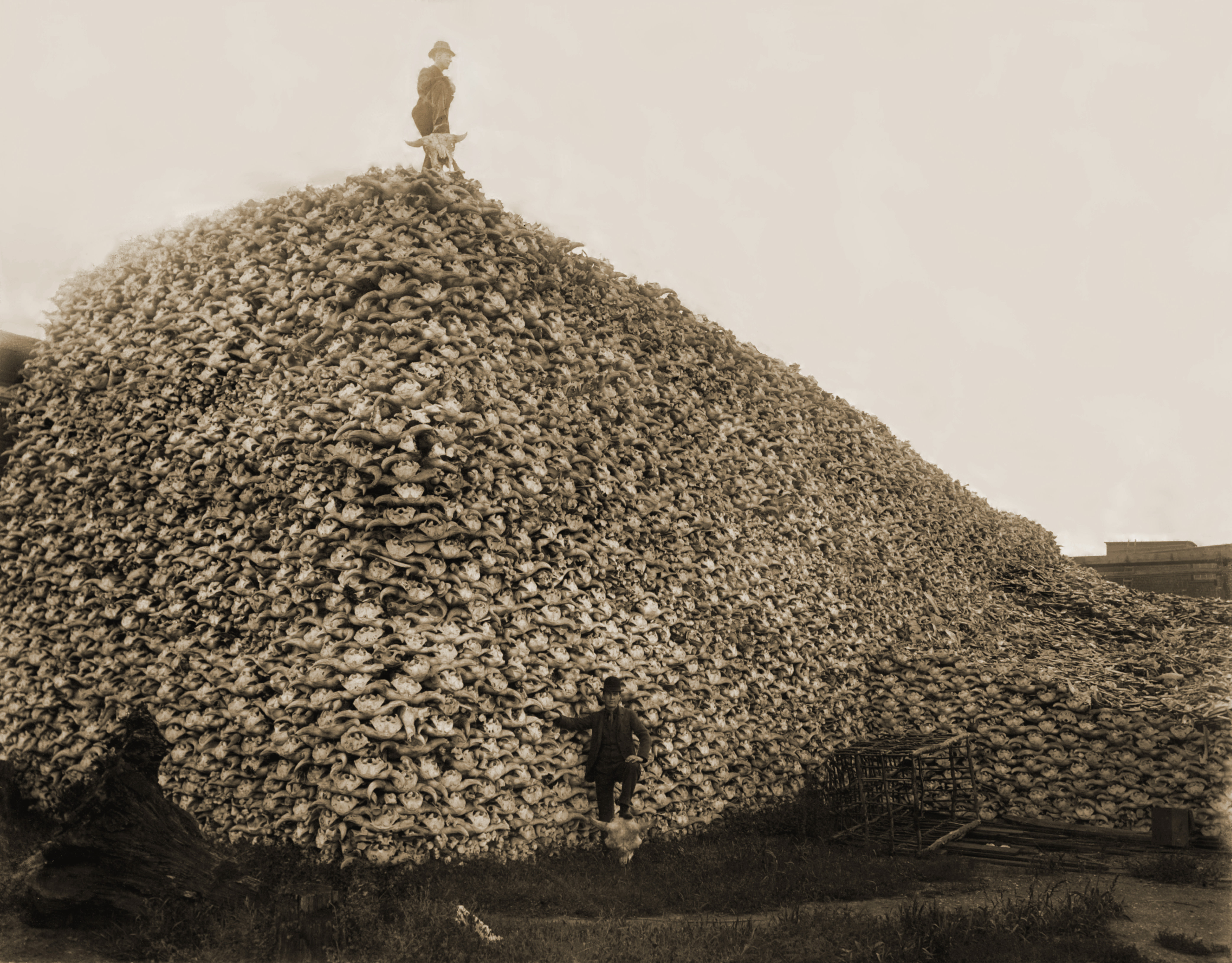
Fotografia de cap al 1875 d'una muntanya de cranis de bisó americà, que servirien per fabricar adob.

Potser l'efecte més escandalós de la colonització del Far West sobre el medi natural d'aquelles regions sigui la pràctica extinció del búfal o bisó americà (en anglès, buffalo). En part, els búfals es caçaven per proveir d'aliment els treballadors del ferrocarril, i també per comercialitzar-ne les pells, però sobretot es va tractar d'una operació calculada d'extermini per tal de deixar sense mitjans de subsistència les tribus índies, que eren l'autèntic obstacle per a l'ocupació de les Grans Planes.
La puixança de la indústria ramadera va anar estretament lligada al ràpid extermini de les immenses bandades de bisons que vivien a les Grans Planes. N'hi havia més de 25 milions d'exemplars, i eren una font de recursos vital per als indis de les Grans Planes, ja que els proporcionaven aliment, pells per vestir-se i per construir refugis, i ossos per fer eines i armes. L'alteració i destrucció del seu hàbitat i la caça excessiva van reduir el nombre d'exemplars i de bandades al llarg del segle xix fins al punt d'arribar pràcticament a la seva extinció. Les vies de comunicació que travessaven el territori i els nuclis urbans que no paraven de créixer van anar retallant la llibertat de moviments de les bandades cap a les zones de pastura i de cria. Al principi, la caça comercial del bisó es destinava a fabricar "pemmican", una barreja de carn de bisó molta, greix i fruits silvestres, que servia d'aliment als caçadors i a molts altres homes de vida nòmada. És clar que no van ser només els caçadors blancs, ja que les tribus índies obligades a emigrar des de l'est també tenien necessitats alimentàries i de tota mena que els van obligar a la sobreexplotació de les bandades de bisons, contribuint així a la seva reducció. Cal afegir també la matança que en feien esportistes, colons i militars. Disparar als bisons des dels trens que passaven fou un esport molt comú. Tanmateix, el factor que va afectar més negativament sobre les bandades de bisons fou el gran mercat que es va obrir amb la construcció de les línies transcontinentals de ferrocarril. Grans quantitats de pells es van adobar per fer-ne peces de roba, calçat, barrets, mobles, etc. La matança va excedir de llarg la demanda del mercat, arribant entorn d'un milió de peces a l'any. Més de cinc animals foren morts per cada pell que s'arribava a vendre, i una gran quantitat de carn va quedar abandonada a les mateixes planes o a la vora dels camins després d'extreure'n la pell. Els cranis solien aprofitar-se per fer-ne fertilitzant. Un caçador amb sort podia arribar a matar uns 100 bisons en un sol dia.
A la Dècada del 1870, la gran matança de bisons va tenir el seu impacte més gran sobre els indis de les Grans Planes, que depenien d'aquest animal tant econòmicament com espiritual. Els soldats de l'Exèrcit dels Estats Units van animar i instigar deliberadament la matança de bisons com una part de la campanya contra els sioux i els pawnee, per tal de privar-los dels seus recursos i desmoralitzar-los. Actualment, els pocs exemplars sobrevivents tenen assegurada la protecció del Govern en reserves acotades.

## Tecnologia i comunicacions
La incessant migració de persones cap a l'oest va motivar el desenvolupament de noves indústries, empreses i infraestructures.

### Serveis postals

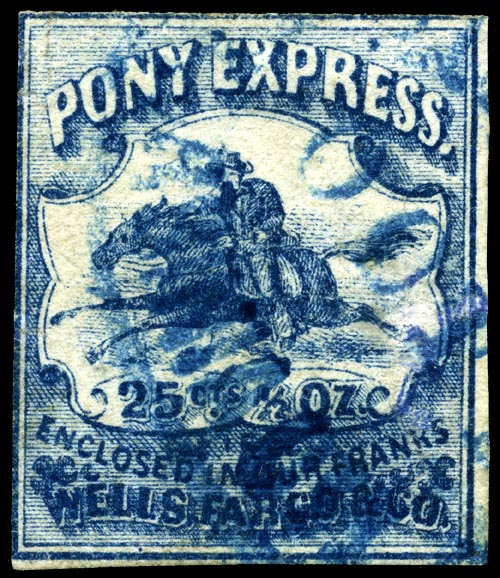
Aquest segell conté la imatge d'un genet del Pony Express i la marca Wells & Fargo, dos noms que van deixar la seva empremta en la conquesta de l'oest.

El servei modern de missatgeria exprés va ser iniciat l'any 1839 per William F. Harden. Entre les diverses companyies que van sorgir per oferir aquest tipus de serveis, la més famosa va ser la que van fundar Henry Wells i William Fargo. Aquests dos empresaris van començar la seva activitat el 1844 amb la Western Express, un servei que cobria les rutes de Buffalo a Chicago i de Cincinnati a Saint Louis per mitjà de diligències, vaixells de vapor i caravanes de carros. Després de treballar durant un temps per a l'American Express Company, Wells i Fargo es van independitzar i van fundar una altra companyia de nom Wells Fargo & Company que va obrir oficines a les ciutats de San Francisco i Sacramento, ambdues a Califòrnia. La Wells Fargo va jugar un important paper en l'expansió de la frontera americana, monopolitzant les línies de transport de plata i altres béns entre Nevada i San Francisco. Un any després de la seva fundació, el negoci facturava un milió de dòlars l'any.

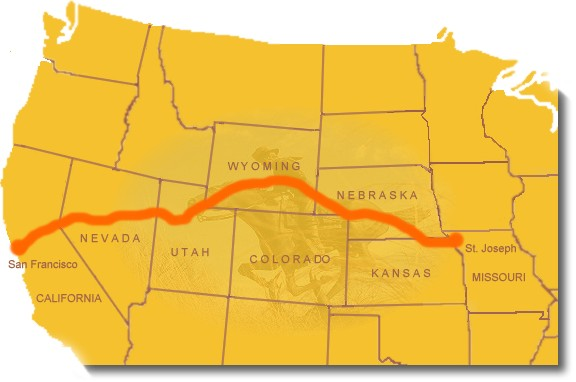
Mapa de la ruta del Pony express.

L'annexió de Califòrnia el 1850 i la febre de l'or van impulsar una forta migració cap a aquest territori, a conseqüència de la qual, el Servei Postal dels Estats Units es va quedar petit per satisfer la creixent demanda postal entre els pioners i les seves famílies. Van sorgir per això empreses privades que oferien aquests serveis. Una d'elles, el Pony Express, va establir la ruta St. Joseph (Missouri) - Sacramento (Califòrnia), que es cobria amb relleus de cavalls disposats aproximadament cada 20 km. El servei era tan eficient que el canvi d'animal només trigava dos minuts i la ruta completa uns 10 dies. La tasca requeria gran valentia, ja que el genet travessava àrees inhòspites i perilloses freqüentades per bandolers. El Pony Express va arribar a tenir 190 estacions, 500 cavalls i 80 genets, entre ells William Cody, que després seria més conegut com a Buffalo Bill. Tanmateix, el servei només va durar divuit mesos (d'abril de 1860 a juny de 1861) com a companyia privada, i es va clausurar el 24 d'octubre de 1861. El seu declivi va arribar amb l'expansió del telègraf i alguns problemes financers.

### Ferrocarril

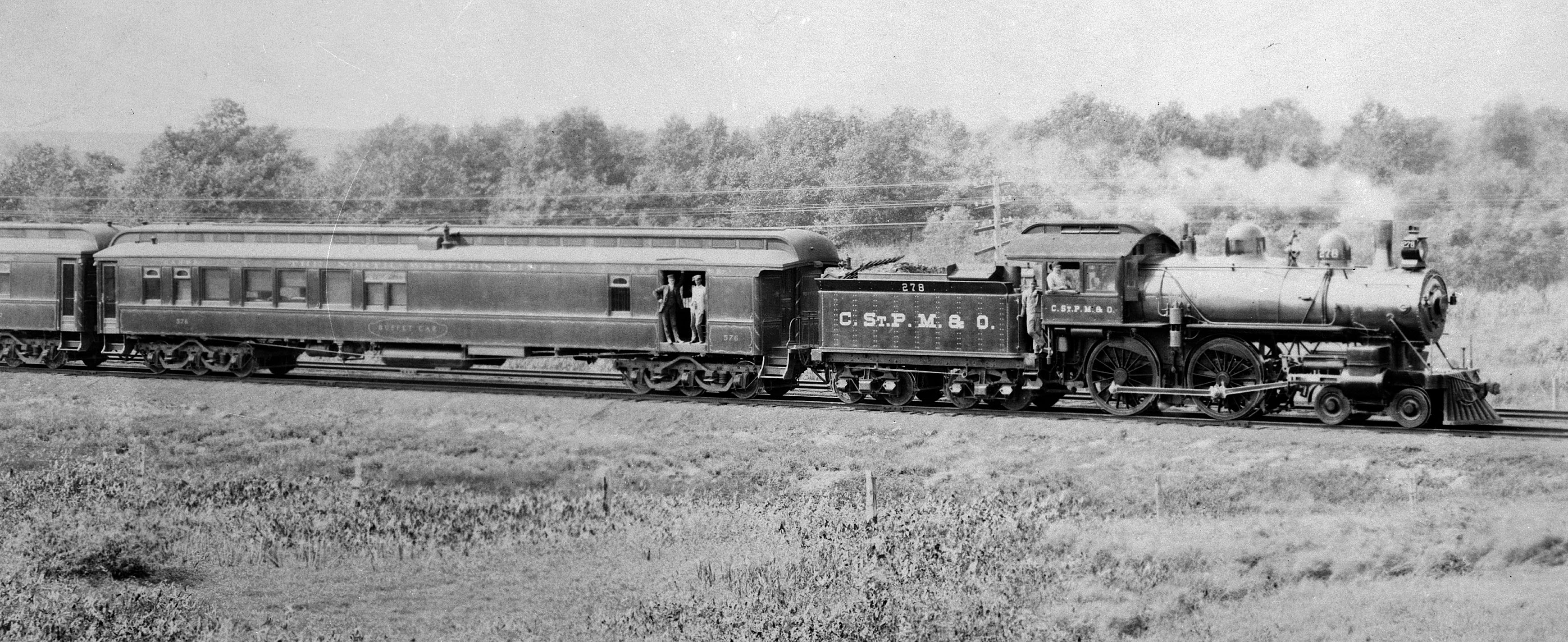
El ferrocarril va marcar l'inici dels «grans negocis».

El ferrocarril va ser per a molts la icona del creixement econòmic. Per a uns altres, en canvi, era un motiu de temor. El cert és que va permetre el desenvolupament d'indústries com la del carbó, la de l'acer, etc., i va iniciar el que es va denominar el gran negoci (big business). El seu progrés va ser impulsat decididament pel govern.
Sota el mandat del president Abraham Lincoln es va donar l'empenta final al projecte d'unir la costa est amb la costa oest. Les primeres línies es van poder fer mercès a una Llei de 1862 (Pacific Railway Act). Nou anys després, el 1871, les línies del ferrocarril cobrien un territori de 128 milions d'acres. La construcció de les infraestructures ferroviàries era molt costosa, per la qual cosa els promotors van demanar ajudes al govern. Amb el temps, la majoria de les companyies de ferrocarrils es van vendre les terres que els havia concedit prèviament l'estat per recaptar capital i estimular altres negocis, com ara granges i noves poblacions, que justificaven millor la necessitat d'una xarxa ferroviària. La ciutat que es va convertir en el centre principal d'aquest negoci va ser Chicago (Illinois), que a la dècada de 1890 va arribar a ser la segona ciutat més poblada dels Estats Units, només per darrere de Nova York.
Amb l'esmentada llei de ferrocarrils de 1862, la Union Pacific i la Central Pacific van rebre l'adjudicació dels nous trams projectats. La primera construïa la línia des d'Omaha (Nebraska), i la segona des de Sacramento (Califòrnia). Les obres van patir molts contratemps, entre ells la manca de riells i el problema del seu transport. Com que hi havia escassesa de mà d'obra, la Union Pacific va contractar exsoldats i la Central Pacific immigrants xinesos.

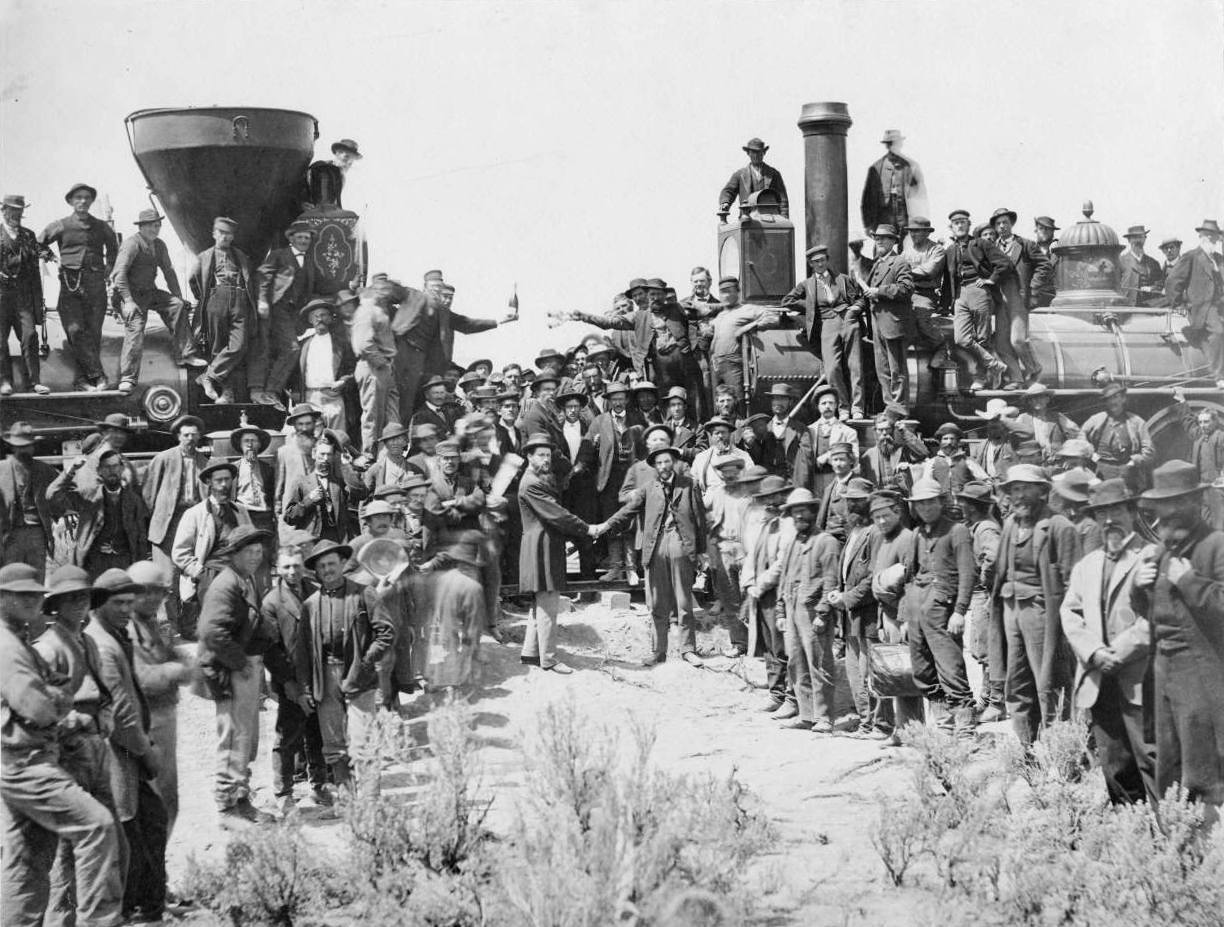
La trobada de les línies de ferrocarril que avançaven des de l'est i des de l'oest, el 10 de maig de 1869.

Gràcies als diners que pagava el govern per cada quilòmetre construït, la interconnexió entre les dues costes es va convertir en una competició entre les dues companyies per veure qui hi arribava abans. Les línies de la Union Pacific i la Central Pacific es van trobar el 10 de maig de 1869 a Promontory (Utah), després de moltes disputes laborals, enfrontaments amb els indis i adversitats climatològiques. Aquesta trobada va ser motiu d'una àmplia celebració popular. No obstant això, aquesta satisfacció general per la construcció del ferrocarril, es veia matisada per la suspicàcia respecte d'un possible monopoli del sector. Amb els anys es van desenvolupar altres línies: la Northern Pacific (completada el 1883) i la Southern Pacific, que va completar una línia entre Nova Orleans, San Francisco i Los Angeles aquest mateix any.
L'expansió d'aquest mitjà de transport va incentivar la compra de terres per part de les companyies ferroviàries, a fi de fomentar el tràfec de persones i el comerç. Sovint es va exagerar la bondat de les terres que s'oferien, per poder atreure millor els possibles compradors. Des de 1850 a 1910, van aparèixer nombroses poblacions noves als llocs per on passava el ferrocarril, moltes, però, de curta durada, pèssima reputació i males condicions de vida. No obstant això, algunes com Tacoma, Reno, Fresno i Albuquerque van aconseguir prosperar.

### Armes

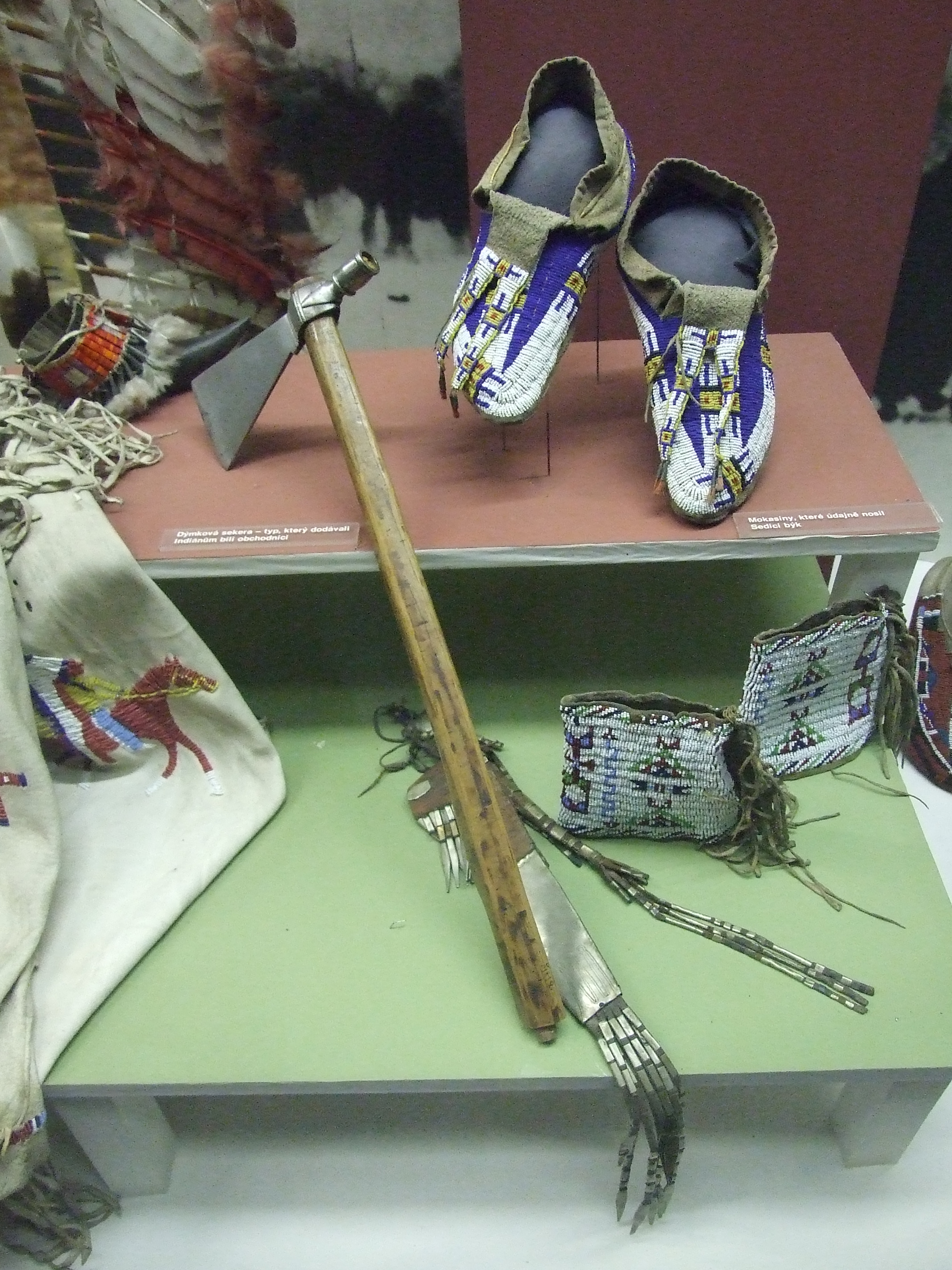
Un tomahawk o maça de guerra.

Abans de tenir contacte amb els europeus, la majoria de les tribus disposaven d'un armament similar. Les armes més usuals eren l'arc i les fletxes, la maça de guerra i la llança, tot i que les qualitats, els materials i els dissenys eren molt diversos. Les armes de foc tingueren un paper important en la conquesta de l'oest, especialment pel fet que els indis no en disposaven i, per tant, van proporcionar un avantatge extraordinari als colonitzadors europeus. Els primers fusells introduïts a la regió eren dels anomenats d'avantcàrrega: fusells espanyols amb pany de miquelet, rifles de Kentucky i rifles Hawken amb pany de percussió, que eren els preferits dels trampers ("muntanyesos" o "mountain men").

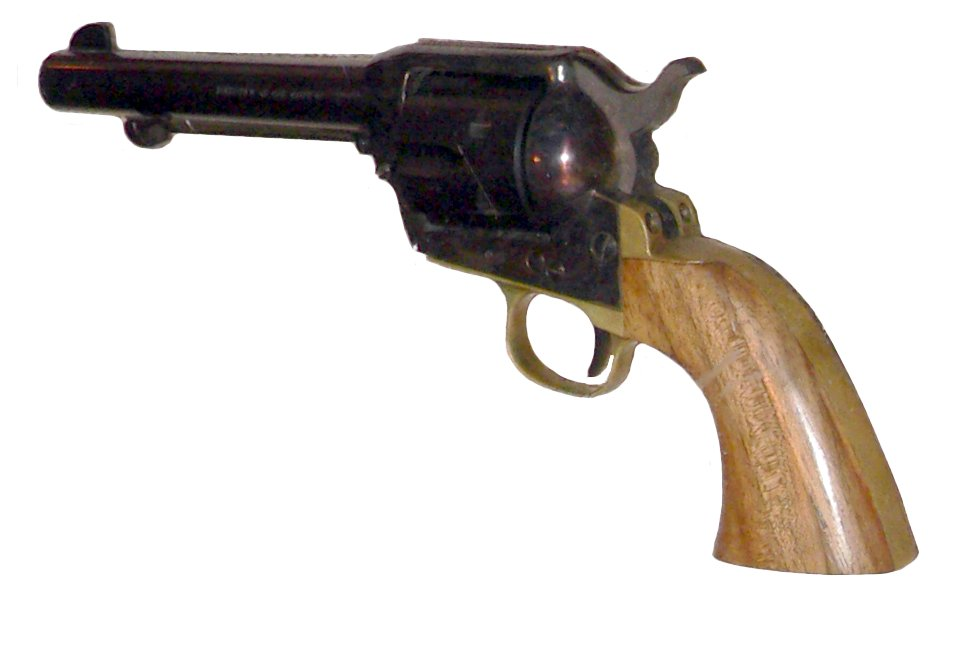
Pistola model Colt .45 Peacemaker.

En moltes zones on la llei i l'autoritat eren inexistents, les armes personals van servir per a la defensa dels pioners i com a part integral de la seva vida diària. Entre la varietat d'armament personal hi havia revòlvers, rifles, carrabines i escopetes, igualment usats per caçadors, malfactors, actors, militars i agents de l'autoritat. Les principals companyies productores eren les que manufacturaven els revòlvers Colt i els rifles Winchester; a ambdues se'ls atribueix el malnom de "les armes que van conquistar l'oest".
El Colt 45 (creat per Samuel Colt) va ser immensament popular a la fi del segle xix. S'aconseguia per 17 dòlars per correu. El model de l'any 1873 (anomenat Single Action, Peacemaker o Frontier) va ser usat per l'exèrcit en dos dissenys: un per a la cavalleria i un altre per a l'artilleria; ambdós es van conèixer com a 45 Long Colt. Per als civils es van fabricar molts models que es diferenciaven per la llargària del canó, des de 4 ¾ a 12 polzades. Aquest revòlver es va tornar a fabricar el 1956 per la gran demanda generada per les pel·lícules de cinema i televisió. En general, l'èxit del colt es va deure al seu disseny simple i a la precisió en les distàncies curtes, característiques que la van fer una arma ideal per a la defensa personal.

Un altre inventor, Oliver Winchester, va crear el 1867 l'empresa Winchester Repeating Arms Company. El seu cap de planta, B.T. Henry, va dissenyar el rifle Henry, usat a la guerra civil, i que va ser el precursor de les armes Winchester, tan populars al Far West. Els models de 1873 i 1894 van ser els que van fer-se més famosos. El primer d'ells va ser produït en les versions rifle, carrabina i mosquet, amb un canó que anava de 14 a 36 polzades. A causa de la seva enorme producció es va convertir en una arma d'ús molt comú.
El 1883, un venedor de la companyia es va assabentar del disseny d'un rifle d'un sol tir manufacturat per un tal John Moses Browning. L'empresa no va trigar gaire a comprar-ne els drets i encomanar a Browning el disseny dels rifles Winchester, cosa que va fer des de 1883 fins a 1902. Per la seva banda, el model de 1894 fou un rifle de cacera molt popular, produït durant 110 anys consecutius amb un gran nombre de versions, i el primer de la seva classe que va vendre més d'un milió de còpies. La variant més emblemàtica d'aquesta arma és el calibre 30, considerat el rifle que més va simbolitzar l'esperit romàntic del Far West.
Malgrat la popularitat de l'armament, les poblacions i els seus líders reclamaven més control, doncs la facilitat de comprar-les convidava al perill i a la violència. Cap a la dècada del 1880 es va incrementar el nivell de protesta, fins al punt de demanar la prohibició total de portar armes. Un periòdic de Montana el 1884 opinava així:
| « | Veiem molts vaquers preparar-se per al treball de l'hivern i la primavera. Tots pensen que és absolutament necessari tenir un revòlver. De les opinions més ximples, aquesta n'és la pitjor. | » |

Fins i tot, una associació de ranxers de Texas de l'època va impedir als seus cowboys portar armes de sis trets. El periòdic Texas Live Stock Journal va publicar aquestes paraules el 1884:
| « | L'arma de sis trets, amb les seves letals càrregues és una perillosa companyia per a qualsevol home, especialment si desafortunadament l'individu va ebri de whisky. Els ramaders s'han d'unir per fer complir la llei en contra de portar armes letals. | » |

Altres armes van ser usades per l'exèrcit en els conflictes amb els indis al Far West, com ara el Howitzer, i el rifle Springfield; també la companyia Smith & Wesson, entre d'altres, ha estat un important fabricant d'armes d'ús personal.

### Cavalls

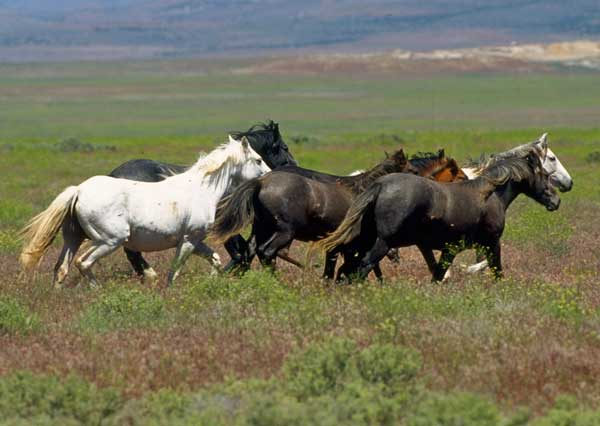
Encara es veuen mustangs salvatges en zones de Califòrnia, Oregon, Idaho, Montana, Wyoming, Utah, Nevada, Arizona, Colorado i Nou Mèxic.

Abans de l'expansió de la frontera, l'ús del cavall estava molt estès entre les nacions ameríndies de les Grans Planes i al seu voltant s'havia desenvolupat tota una cultura. El cavall va ser introduït pels europeus en el segle xvi i les tribus ameríndies van anar capturant exemplars vius en els diversos enfrontaments que van sostenir amb ells. L'episodi més significatiu fou la rebel·lió dels Pueblo del 1680, a Nou Mèxic, on les ètnies ute, navajo, apatxe i comanxe es van apoderar d'un gran nombre d'aquests animals.
A la fi del segle xviii totes les tribus de les grans planes ja tenien cavalls, que anomenaven ponies. El seu ús va afavorir la caça del bisó americà (buffalo), essencial en la vida de les tribus. El cavall va esdevenir un símbol de prestigi i riquesa, i la destresa en el seu maneig tot un distintiu personal. Les tècniques de guerra es van desenvolupar de forma substancial. La relació d'aquestes nacions amb el cavall va ser objecte de diverses manifestacions artístiques, incorporant-se d'aquesta forma al romanticisme existent al voltant de l'oest nord-americà.
En el segle xix els cavalls van ser molt importants per als pioners, que els van usar en els seus desplaçaments cap a l'oest. Els cavalls portaven genets i arrossegaven els carros, però també les arades. Per al vaquer, el cavall — que sovint era anomenat bronco — era la seva possessió més preuada. Primer el deixava pasturar lliurement de dos a tres anys. Després el capturava i començava a entrenar-lo per a fer-ne un cow horse, apte per conduir el bestiar. Les planes estaven poblades de cavalls salvatges, que hom anomenava mustangs. Alguns s'havien escapat, altres van ser abandonats, i també n'hi havia nascuts en llibertat. Alguns ranxers deixaven anar exemplars de certes races de cavall per afavorir l'encreuament i la reproducció en llibertat. Qualsevol que els capturés podia quedar-se amb ells. Arribat el moment, els animals eren utilitzats en les tasques de conducció del bestiar, o per al que fes falta.
Amb l'arribada dels vehicles motoritzats, molts cavalls van deixar de ser útils. Al final del segle xix, molts cavalls salvatges van ser exportats a les guerres d'Europa i Àfrica per ser usats al camp de batalla, com a les guerres Bòer o a la guerra Hispano-estatunidenca. Al començament del segle xx, el mustang va estar a prop de l'extinció. Això va provocar que el 1971 es promulgués una llei per a la seva protecció i també la del ruc (Wild Free-Roaming Horse and Donkey Act).

### Carros i diligències

Pioners amb el seu wagon.

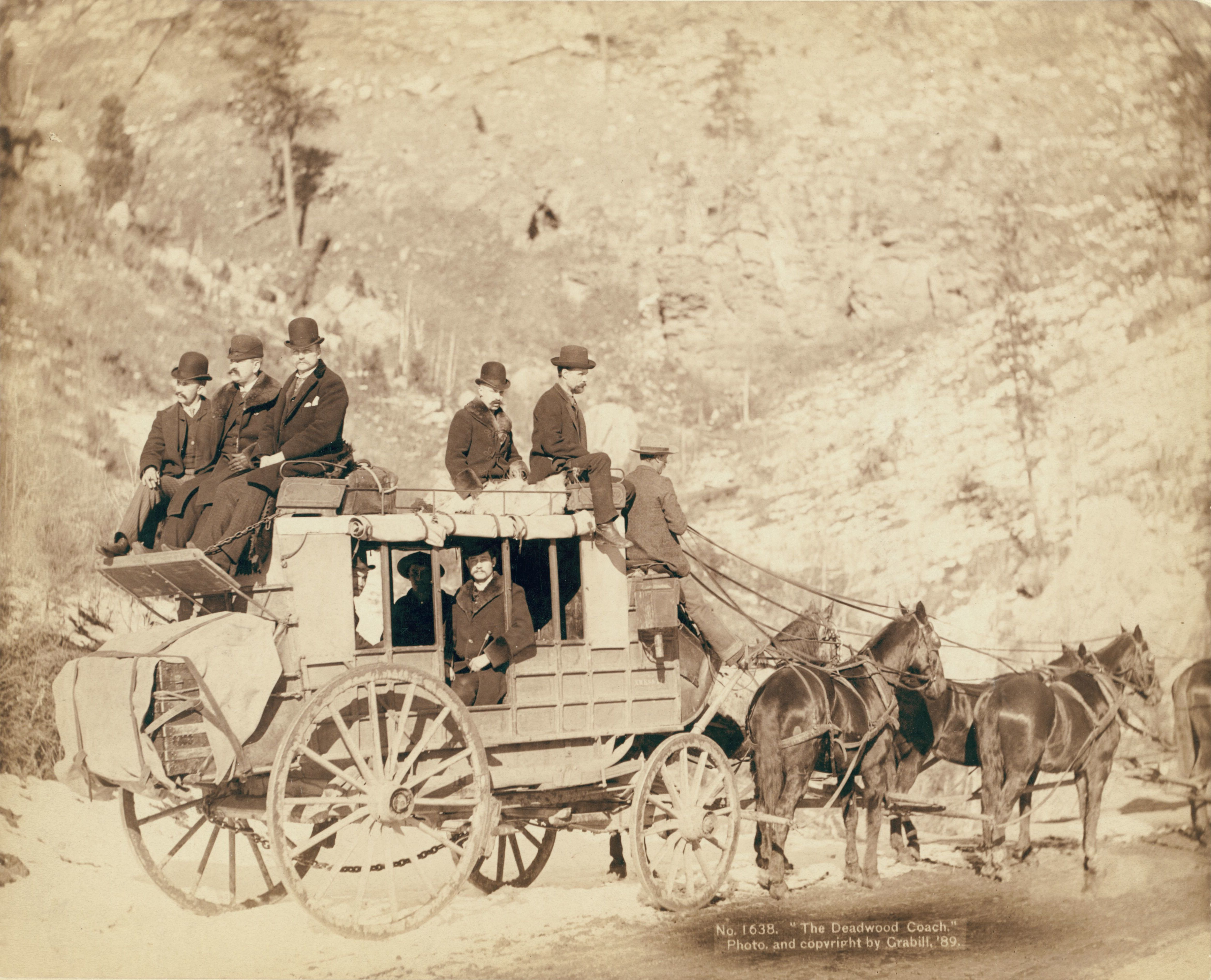
Les diligències eren arrossegades per dues o tres parelles de cavalls (1888).

Els carros (covered wagons o també schooners) eren els vehicles que s'utilitzaven habitualment en les migracions cap a l'oest. El vehicle era de consistència lleugera per no esgotar les bèsties que l'havien d'arrossegar. En el seu interior es portava l'essencial per al viatge, però també per instal·lar-se al lloc on es pretenia arribar. L'equipatge típic d'un pioner incloïa farina, fesols, cansalada, cafè, fruits secs, sucre i vinagre; a més de roba, estris de cuina, eines de conreu, llibres escolars, la Bíblia, instruments musicals, medicaments i recanvis per al vehicle, a més de les imprescindibles armes. En el seu interior hi viatjaven únicament els malalts i els nens. Una caravana de carros recorria uns 24 quilòmetres diaris (15 milles), per terrenys i paratges molt diversos.
La diligència (stagecoach), per la seva banda (especialment la coneguda com Concord Stagecoach), es va fabricar des del 1827. Primer es va emprar amb èxit per al transport de correu i després per al de persones. El 1857, John Butterfield va aconseguir un contracte per a portar correspondència des de Saint Louis a San Francisco en 25 dies. Entre les particularitats d'aquest vehicle hi havia els correatges de cuir per sota l'estructura, a manera de suspensió, que li donava certa comoditat. Abans de l'arribada del ferrocarril, la diligència era la forma més important de transport a través del continent. Per al transport de valors, la diligència era custodiada per homes armats amb rifles o escopetes. Una dita popular de l'època deia que aquestes "es podien carregar el diumenge i disparar-les tota la setmana". Durant el viatge, el conductor feia sonar una trompeta per avisar de la seva arribada en passatges estrets. Segons un testimoni:
| « | Les seves llargues notes (...) provocant ressons a través de les muntanyes, sonaven molt romàntiques. | » |

Mark Twain va escriure sobre el vehicle:
| « | El Concord Stagecoach era com un bressol amb rodes. | » |

Amb tot, el viatge no resultava precisament còmode. El menjar a les estacions era dolent, el llot i la pols dels camins eren intolerables, i durant les nits els viatgers havien de dormir en corrals o a l'aire lliure. El final de les rutes de diligències va arribar entre 1890 i 1915 amb la inauguració del servei d'autobusos.

## Ciutats i pobles

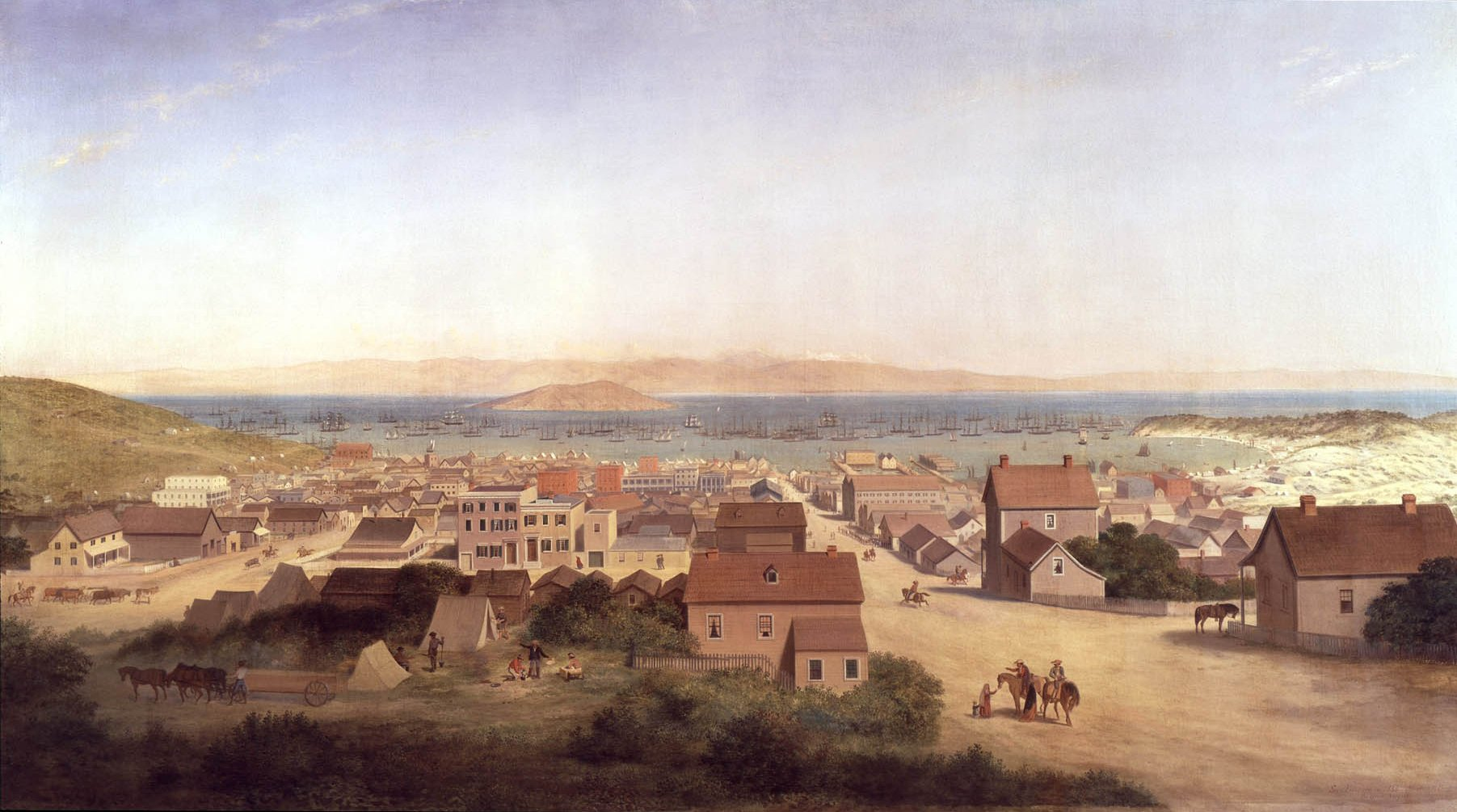
Vista de San Francisco, (Califòrnia) el 1850.

En aquest període, circumstàncies tan diverses com aprofitar un recurs natural —especialment la mineria—, o desenvolupar un negoci rendible, podien fer aparèixer amb certa rapidesa un nou assentament humà. Aquests nuclis eren coneguts com a boomtowns, per la rapidesa amb què es formaven. Les ciutats ramaderes (cow towns o cattle towns), per exemple, eren parada intermèdia de les rutes cap a grans ciutats, i, lògicament, s'hi desenvolupaven tota mena d'activitats relacionades amb la ramaderia. En les línies de ferrocarril sorgien ciutats noves al voltant de cada estació. Hi va haver grans metròpolis que van ser la seu de noves indústries o importants centres financers. Tot aquest desenvolupament va comportar l'aparició d'hotels, saloons, cases de joc i prostíbuls.
Molts d'aquests assentaments van ser abandonats quan va cessar la seva raó de ser. Les localitats mineres, a més, van causar greus danys ecològics en instal·lar-se sistemes hidràulics que van devastar els recursos naturals de la zona. Algunes d'aquestes urbs van sobreviure a la posteritat, gràcies a la seva rica història: Dodge City era coneguda en tota la nació com una ciutat violenta; Tombstone es considerava una "ciutat massa viva per morir"; Deadwood va sorgir de la riquesa minera de les Black Hills; Tucson estava localitzada en un assentament molt antic; Abilene va passar ràpidament de ser un petit llogarret a un important centre de negocis ramaders; St. Joseph va ser un important eix comercial sobre el riu Missouri, etc.
Al Far West hi van créixer ciutats que rivalitzaren amb les grans metròpolis de l'est, Chicago i Nova York. Tal és el cas de Saint Louis, que era el segon port més important a mitjan segle xix, i punt d'inici de diverses rutes cap a la costa del Pacífic. La història de St. Louis discorre paral·lela a l'època daurada del vaixell de vapor del riu Mississipi. San Francisco, per la seva banda, va esdevenir un gran centre industrial, comercial i financer. Importants companyies de la fusta, mineres i del ferrocarril la van convertir en la seva seu, i amb això es va convertir en la ciutat més destacada a l'oest de les muntanyes Rocoses.

### Forts

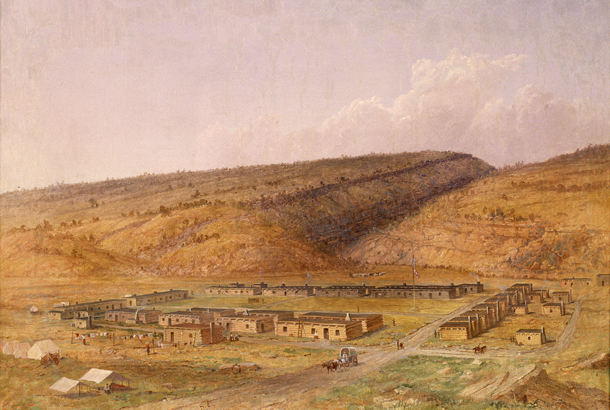
Fort Defiance, a Arizona, en una pintura de Seth Eastman.

Els forts (forts, també en anglès) eren fortificacions militars pensades per controlar els territoris indis. Estaven localitzats per tot el territori nord-americà. Les seves instal·lacions s'usaven com emplaçaments defensius, com punts d'intercanvi comercial, protecció dels pioners, etc., i era on es feien negociacions i signatura de tractats entre el govern i els indis. Els regimients que s'hi aquarteraven tenien també la missió d'impedir l'entrada de colons en les terres dels nadius. Un cop deixaven de ser necessaris, eren abandonats.

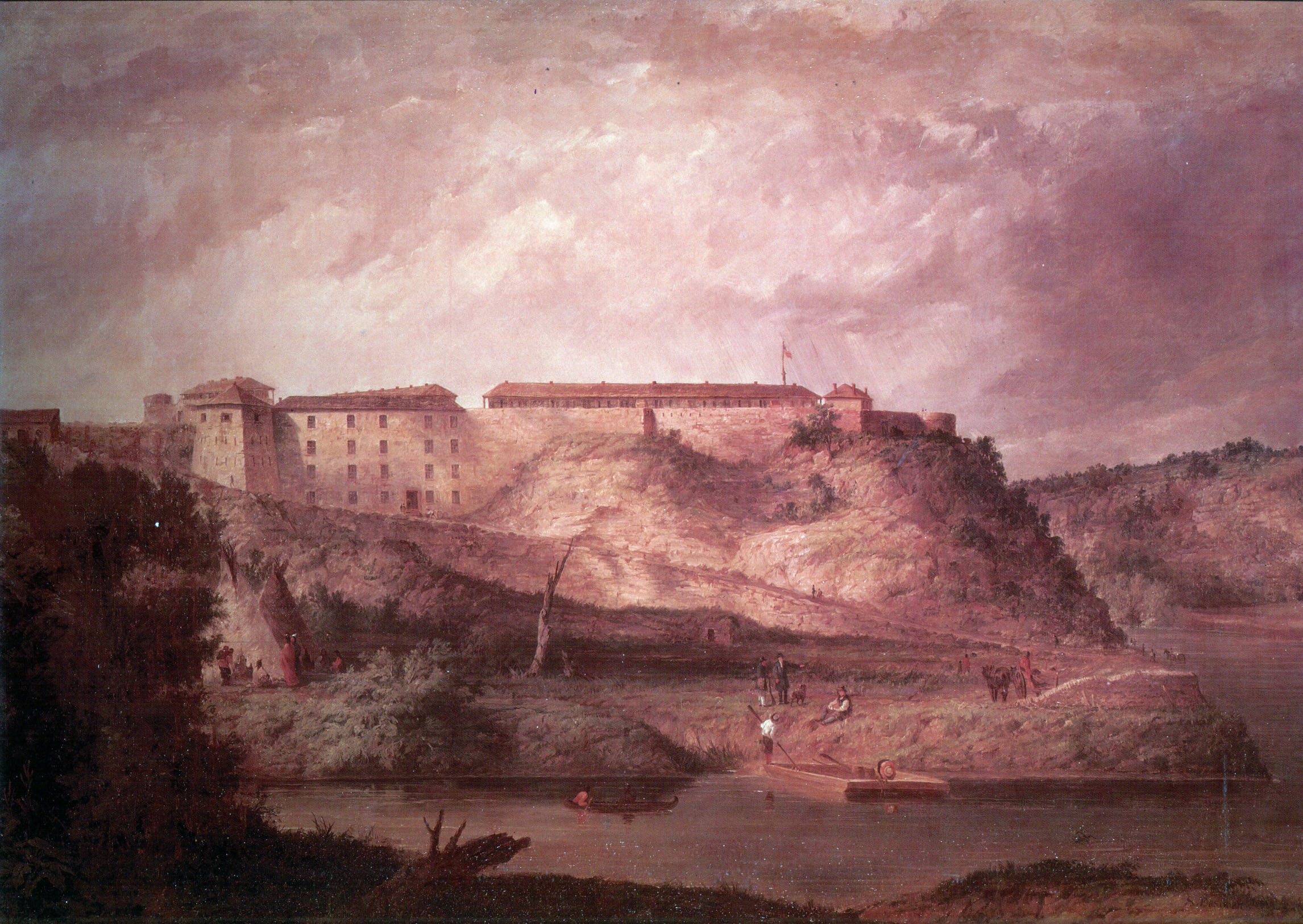
Fort Snelling, a Minnesota.

Els primers forts no eren construccions gaire sòlides, ni pensades per durar. Alguns es van construir semisoterrats o amb una simple palissada (que, d'altra banda, és la imatge més típica que ens ha perdurat a través del cinema). A mesura que es van incrementar les migracions, l'exèrcit va acampar en les fortificacions existents, o en van erigir altres de noves. Els materials de construcció variaven segons el territori on estava localitzat el fort: al desert es feien de tàpia; a les zones forestals, de fusta; en terrenys pedregosos, de pedra. En general, per ser considerada una construcció com a fort, hi havia d'haver un contingent militar assignat permanentment al lloc. Els edificis de l'època que han perdurat fins avui són preservats pel seu valor històric, i constitueixen un punt d'interès turístic.

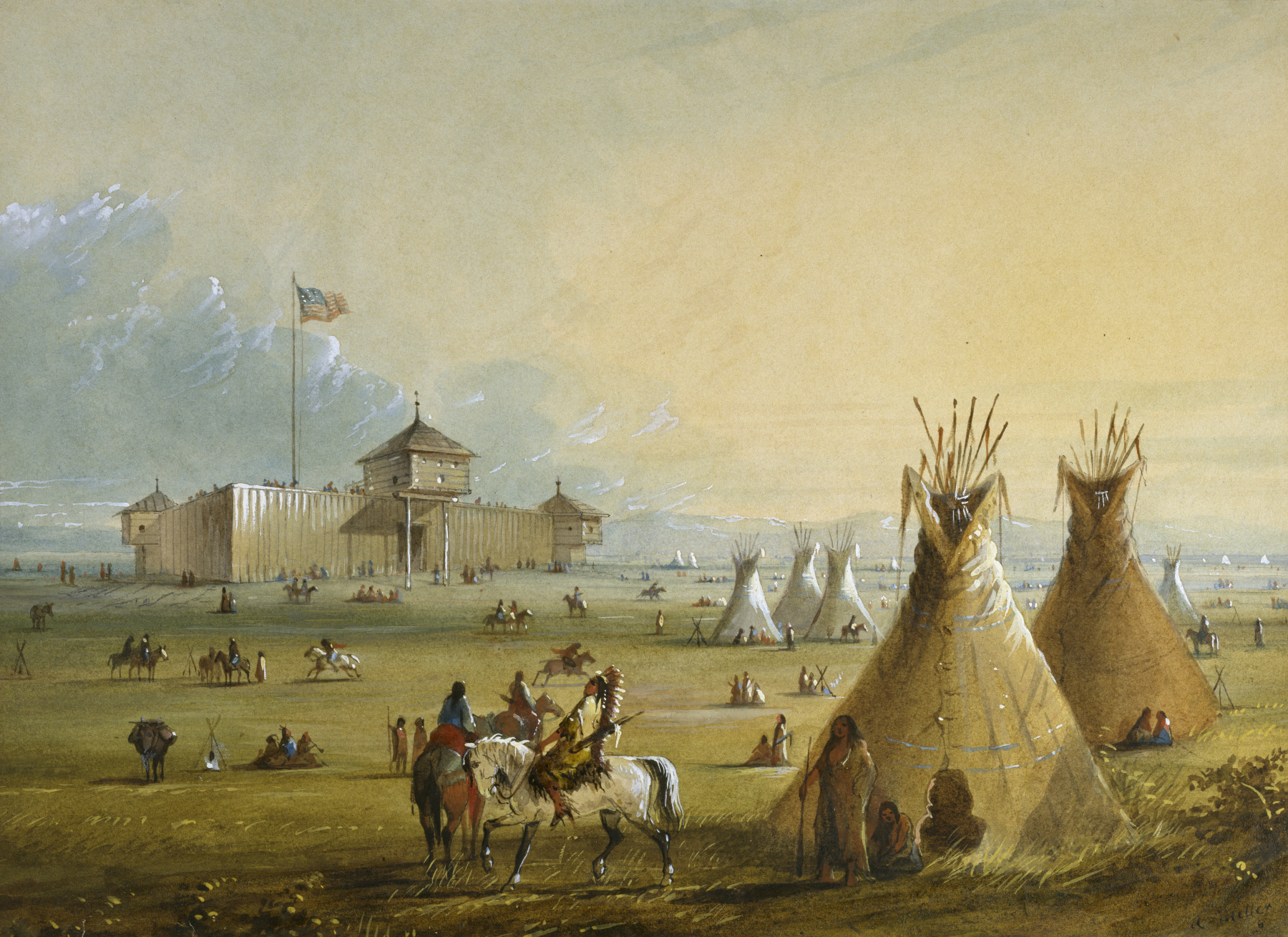
Fort Laramie, a Wyoming, pintat per A.J.Miller abans del 1840.

Hi va haver alguns forts molt destacats. A Wyoming hi havia: el Fort Laramie, on es van signar importants tractats el 1851 i el 1868 entre representants del govern i dels indis; el Fort Phil Kearny, abandonat per les tropes i incendiat pels xeienes. A Dakota del Nord: el Fort Abraham Lincoln, considerat en el seu temps com el més gran i important; el Fort Manen, erigit durant l'expedició de Lewis i Clark. A Arizona: el Fort Apache, que va estar en servei fins a principis del segle xx; el Fort Defiance, primer emplaçament construït en territori dels Navajos. A Kansas: el Fort Dodge, situat a la rodalia de la ciutat del mateix nom; el Fort Hays, construït per a la protecció dels treballadors del ferrocarril, etc.

### Prostitució
En moltes ocasions, les dones que van emigrar al Far West no van trobar un futur prometedor, doncs en general les úniques opcions per a viure decentment eren aconseguir —si tenien sort— un bon espòs o treballar com empleada domèstica per un salari miserable. La situació s'agreujava en molts casos per l'escassa educació que tenien, i fins i tot amb el poc o nul domini de l'anglès, doncs no poques eren estrangeres. En aquestes circumstàncies, la prostitució era pràcticament l'única alternativa per sortir-se'n. Els termes per a referir-se a una prostituta eren variats, tals com “dama de la nit” (lady of the night), “colom brut” (soiled dove), “dama pintada” (painted lady), etc.
A mesura que una dona anava progressant en aquesta forma de vida, pujava el seu estatus social a la localitat on s'estava. Les que podien, s'associaven amb algun benestant o home de negocis, i aquesta relació millorava molt la seva acceptació en un poble. El següent graó el formaven aquelles que treballaven en elegants cases de cites (parlor houses). Es tractava generalment de noies de 16 a 35 anys que estaven sota la supervisió d'una madam. En aquest lloc podien passar el dia tranquil·lament, però durant la nit se'ls exigia treballar intensament. Molts clients eren persones importants del poblat. Després hi havia els bordells, que variaven entre els més elegants i els més corrents.
En les ciutats que es fundaven a la frontera, l'arribada de prostitutes era ben rebuda pels homes, que solien ser tots solters. A mesura que l'assentament creixia, les cases se situaven en un barri especial, l'anomenat red light district (“barri del fanalet vermell”). Després de retirar-se, el destí d'aquestes dones era divers. Unes poques arribaven a casar-se, a muntar algun negoci propi o a convertir-se en madams. La majoria, en canvi, acabaven els seus dies en l'oblit i la pobresa.

### Saloons

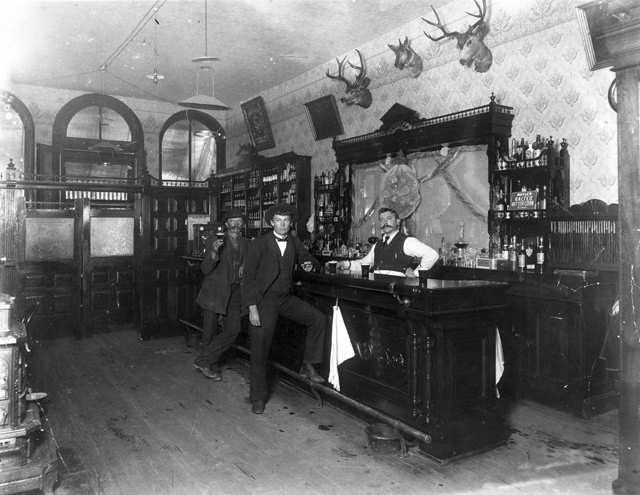
Interior d'un saloon a Colorado (1897)

Els saloons, que és com s'anomenaven els bars, van esdevenir un important lloc de reunió a qualsevol localitat del Far West. Es poden trobar antecedents d'aquests establiments en les cantinas mexicanes de territoris com Nou Mèxic o en les botigues de campanya on es venia licor als habitants de les naixents localitats. Amb el pas del temps, aquests establiments es van moblar amb els distintius pels quals van ser després coneguts: llargues barres de caoba per al servei de begudes, enormes miralls, escupideres, barres reposapeus, etc. En els saloons es consumia molt d'alcohol (principalment whisky), i combinacions extravagants (algunes incloïen pólvora). Algunes begudes tenien noms curiosos com el “suc de taràntula” (tarantula juice).
Aquests llocs tenien el seu propi codi de conducta, que incloïa prescripcions com ara no refusar mai una invitació o el fet de no admetre clients de minories ètniques. En alguns pobles, la gent es reunia al saloon però, en general, les dones no hi eren admeses, amb l'excepció de les ballarines que hi treballaven. Els saloons podien ser sales de ball, billars, restaurants, o allotjar casinos. Alguns van ser l'escenari de l'assassinat d'importants personalitats. Uns altres van ser administrats per agents de l'autoritat o per reconeguts pistolers.
Entre els saloons que van passar a la posteritat per circumstàncies diverses hi ha el Bird Cage Theatre, a Tombstone, on van morir unes 26 persones; el Long Branch Saloon, a Dodge City; l'establiment número 10 de Nuttal & Mann's, a Deadwood, on va ser assassinat Wild Bill Hickok, el de la Mà del Mort; el Jersey Lilly, on va administrar justícia el jutge Roy Bean, etc.

### Pobles fantasma

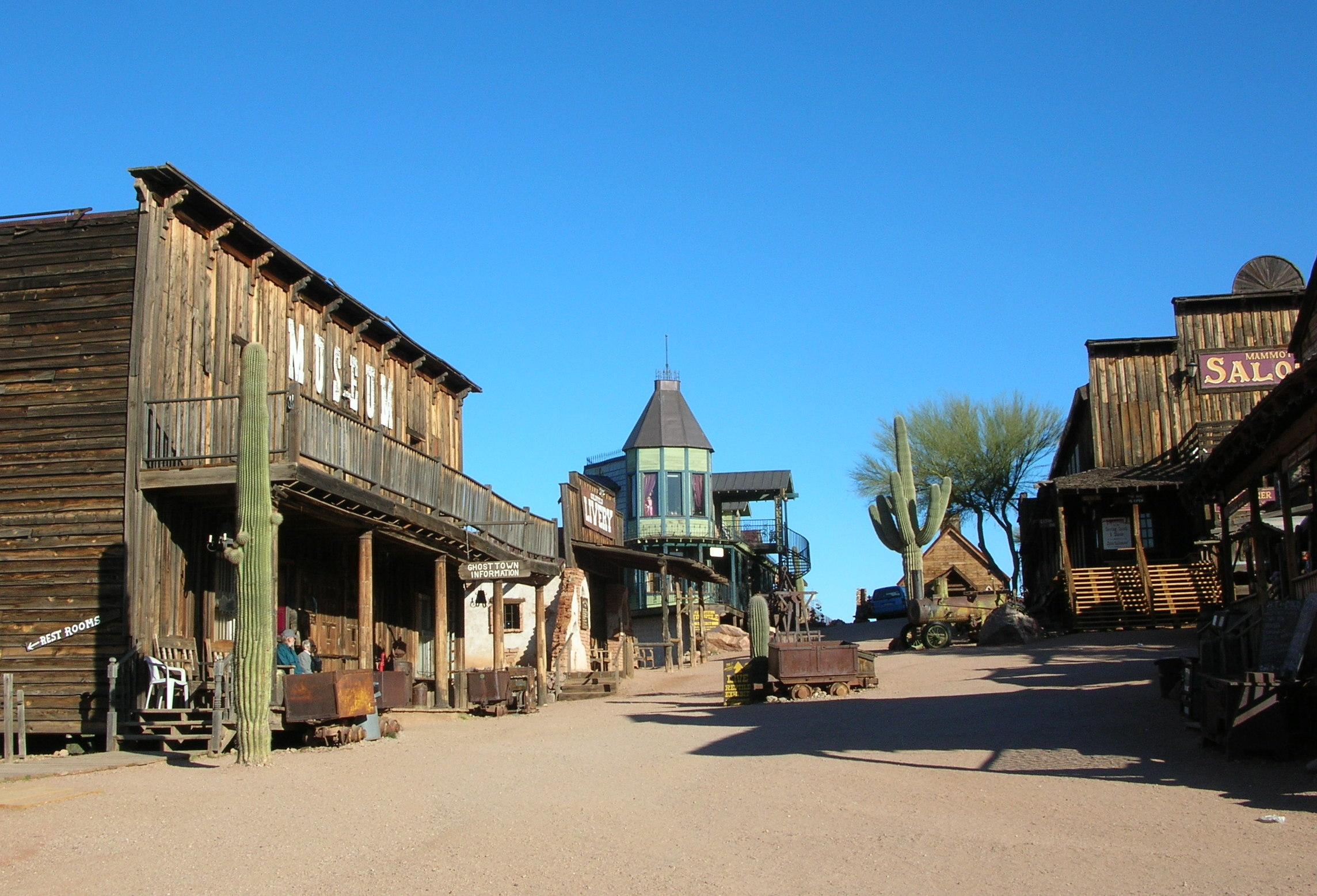
Goldfield, un poble fantasma museitzat a Arizona.

Després de l'expansió de la frontera cap al Pacífic, nombroses poblacions van ser abandonades. Aquests poblats van decaure un cop va cessar la causa principal de la seva existència. Alguns d'aquests llocs, incloent-hi assentaments amerindis i forts militars, han estat reconstruïts i s'hi poden trobar rèpliques exactes de les antigues edificacions, de manera que han esdevingut punts d'interès turístic. Entre els pobles fantasma millor conservats hi ha St. Elmo, a Colorado. Aquesta localitat depenia de les mines d'or de la zona i va arribar a tenir uns 2.000 habitants. Al final va acabar habitat per una sola família abans de ser abandonat definitivament el 1952.